# Espace zoologique de Saint-Martin-la-Plaine
 (août 2023).
Motif : Phrases incomplètes, style à revoir...
L'Espace zoologique de Saint-Martin-la-Plaine, communément appelé Zoo de Saint-Martin-la-Plaine, est un parc zoologique français situé à Saint-Martin-la-Plaine, dans le département de la Loire, entre Lyon et Saint-Étienne. Ouvert en 1972 par Pierre et Éliane Thivillon, qui en sont toujours propriétaires, il a été le premier zoo et refuge à recueillir les animaux saisis ou abandonnés. Les premiers gorilles proviennent de particuliers et de sauvetages. Le parc s'est depuis développé pour présenter des espèces de tous les continents, parmi lesquelles on retrouve les gorilles des plaines de l'Ouest et les chimpanzés, mascottes du parc.
Membre permanent de l'Association européenne des zoos et aquariums (EAZA), il s'engage dans la conservation ex situ en participant à des programmes européens pour les espèces menacées (EEP).
À travers son association Tonga Terre d’Accueil, il participe au transfert d'animaux sauvages saisis et abandonnés, vers des sanctuaires qui correspondent à leur milieu naturel. Le refuge de Tonga Terre d'Accueil, situé à proximité du parc, n'est pas accessible par le public du parc.

## Historique

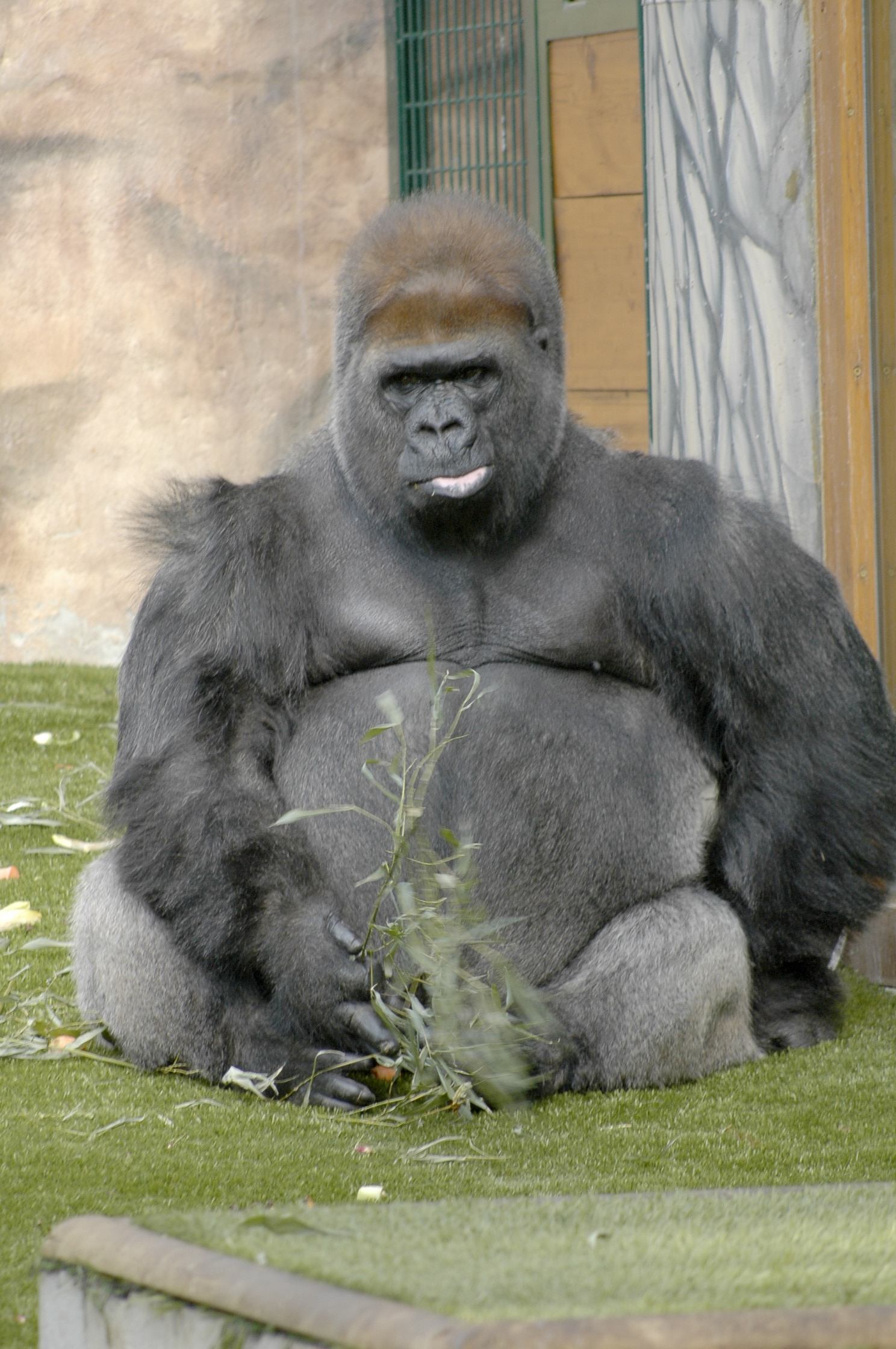
Alexis, 1er gorille de l'Espace Zoologique de Saint Martin la Plaine

Le parc ouvre le 23 avril 1972 avec un personnel essentiellement familial. Les fondateurs de cet espace zoologique sont Pierre et Éliane Thivillon, qui en sont également les propriétaires.
Les premiers animaux présentés provenaient de la faune locale : des renards, des blaireaux, des pies… La colline hébergeant le parc était nue de végétation et les structures de taille réduite. Ils recueillaient les animaux sauvages blessés retrouvés par les habitants, tout en recueillant les animaux confiés par les autorités, comme ce fut par exemple le cas de 10 000 tortues saisies dans un aéroport dans les années 1970,.
Devant le nombre de plus en plus important d’animaux ainsi soignés, l’idée du parc fit son chemin et devint réalité : le 23 juillet 1972, l’Espace zoologique ouvrait ses portes avec près de 200 animaux, principalement des oiseaux. Petit à petit, après de nombreuses années de travail, le parc et sa colline ont profondément changé. La végétation gagna du terrain et se transforma d’une colline pelée en un jardin luxuriant : araucarias, phœnix, bougainvilliers, néfliers du japon, bambous géants… 

Dès la création de l'association Tonga en 2008, dont les locaux y sont rattachés, le parc devînt intimement lié à celle-ci et y intègre de nombreux animaux recueillis par l'association : singes, hyènes, tigres, oiseaux,...

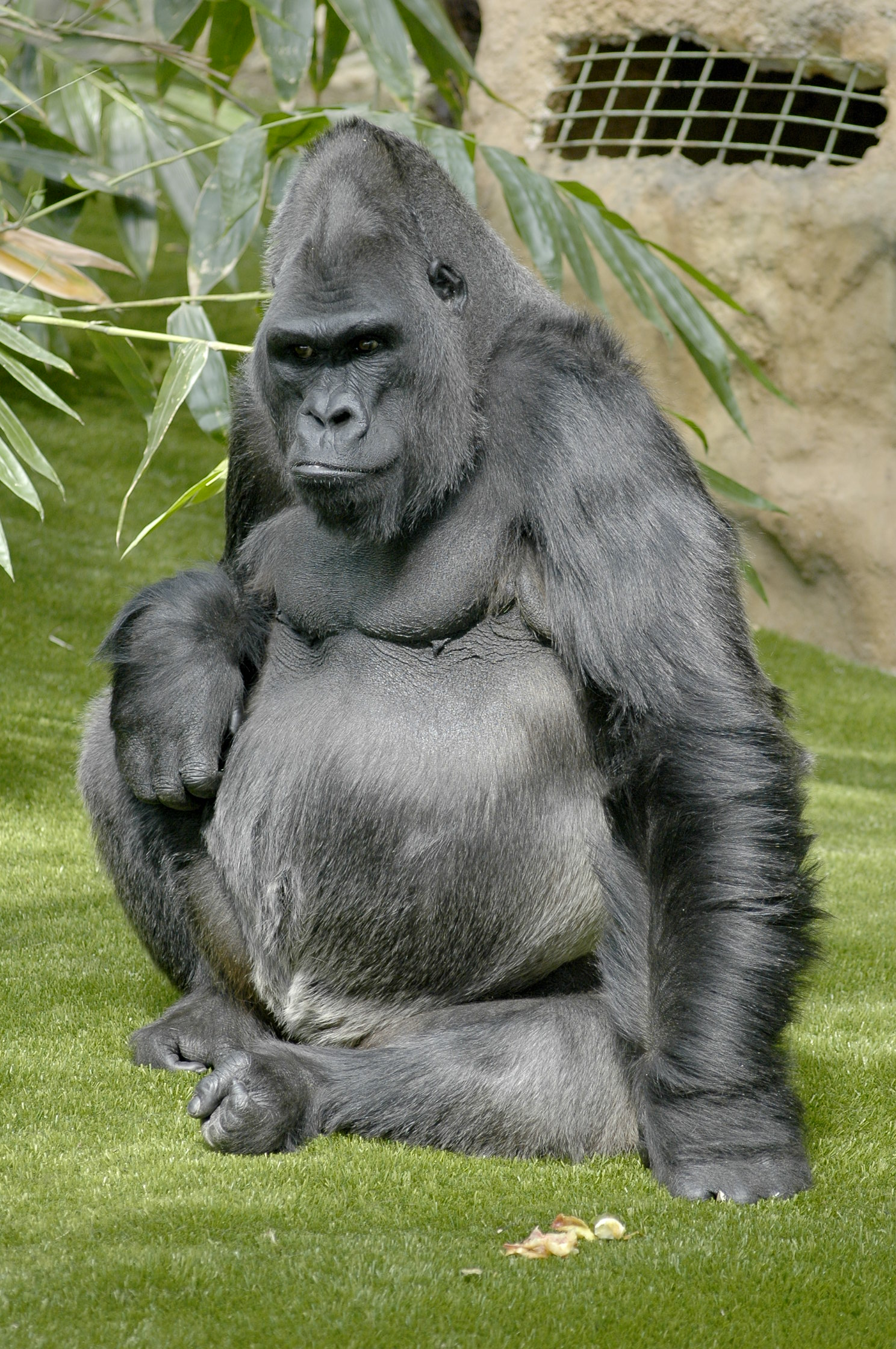
Platon, gorille emblématique de l'Espace Zoologique de Saint Martin la Plaine. Décédé en 2008

### Les années 1970 et 1980
23 juillet 1972 : ouverture au public.
Octobre 1972, arrivée des premiers lions à Saint Martin la plaine.
En août 1974, arrivée du premier gorille : Alexis,,.
En septembre 1976, arrivée de Platon, gorille qui deviendra l'emblème du parc,,.
En décembre 1976, arrivée de deux tigres depuis le parc de Saint Vrain.
En 1980, arrivée de cinq gorilles (4 femelles et un mâle).
En 1981, première construction de maison pour gorilles (actuelle maison de Tam-Tam),.

### Les années 1990
En 1993, arrivée de Tam-Tam, mâle gorille, depuis l'Angleterre,.

En 1995, première naissance de gorille à Saint Martin la Plaine : Atanga,.

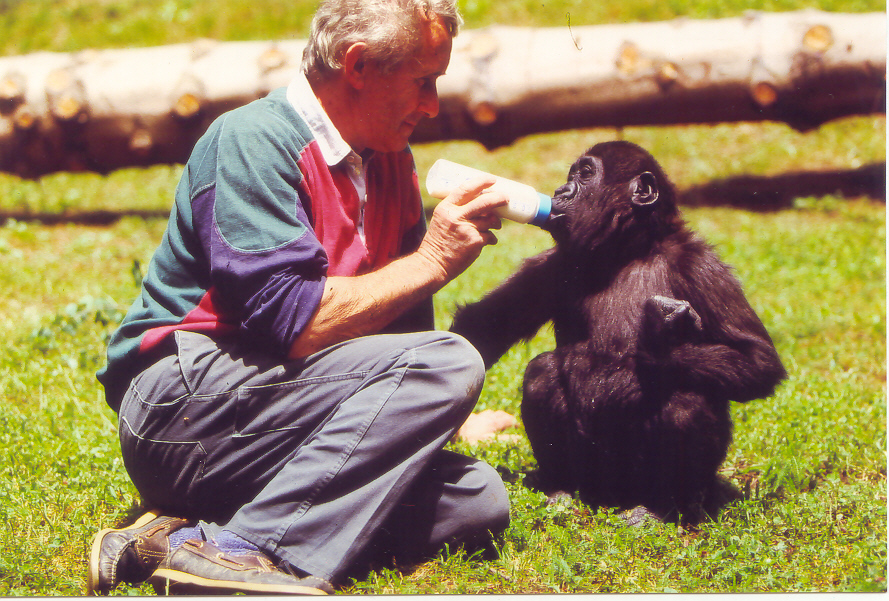
Pierre Thivillon qui donne le biberon à Digit, abandonnée par sa mère

En 1998, naissance de Digit, femelle gorille, dont la mère ne s'est pas occupée d'elle, Pierre et Éliane Thivillon l'ont donc nourri et l'ont élevé avec eux. Elle grandit et dormit auprès d'eux durant de longues années,,,,.
En 1999, naissance de Euro, mâle gorille,.

### Les années 2000
En 2001, naissance de Gypsy, femelle gorille, et de Gincko, mâle gorille,.
En juillet 2001, ouverture du vivarium de 300 m2 : présentation de serpents, lézards, tortues,...
En 2004, naissance de Jade, femelle gorille,.

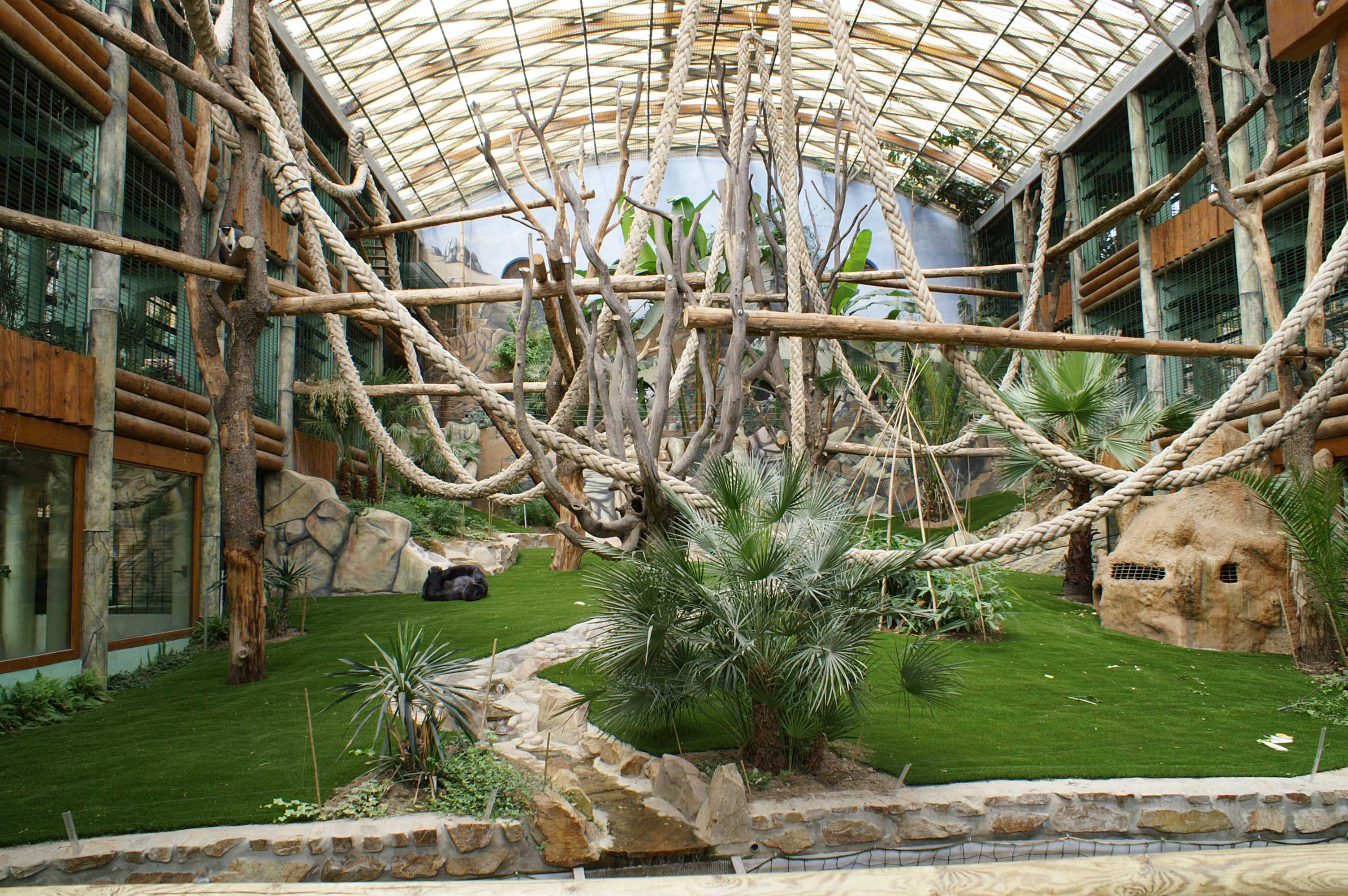
Intérieur de la « Grande Serre des Gorilles » à Saint Martin la Plaine

En 2005, ouverture de la Grande serre des gorilles, espace de 2 000 m2,.
En 2005, arrivée de Kishum et de Bandi, mâle et femelle gorille,.
En juin 2007, arrivée de l'hippopotame Tonga, dont le sauvetage mènera à la création de l'association Tonga Terre d'Accueil quelques mois plus tard. Grâce à la fondation Brigitte Bardot, l'hippopotame a été envoyé dans une réserve en Afrique du Sud,,,.
En juillet 2007, mort d'Alexis, premier gorille du parc.
En 2008, création de l'association Tonga Terre d'Accueil, refuge pour animaux sauvages saisis ou abandonnés,,,,. La construction des premiers bâtiments débutera en 2009, elle sera principalement financée par la Fondation Brigitte Bardot et le Conseil Général de la Loire.
En août 2008, décès de Platon, gorille emblématique du parc.

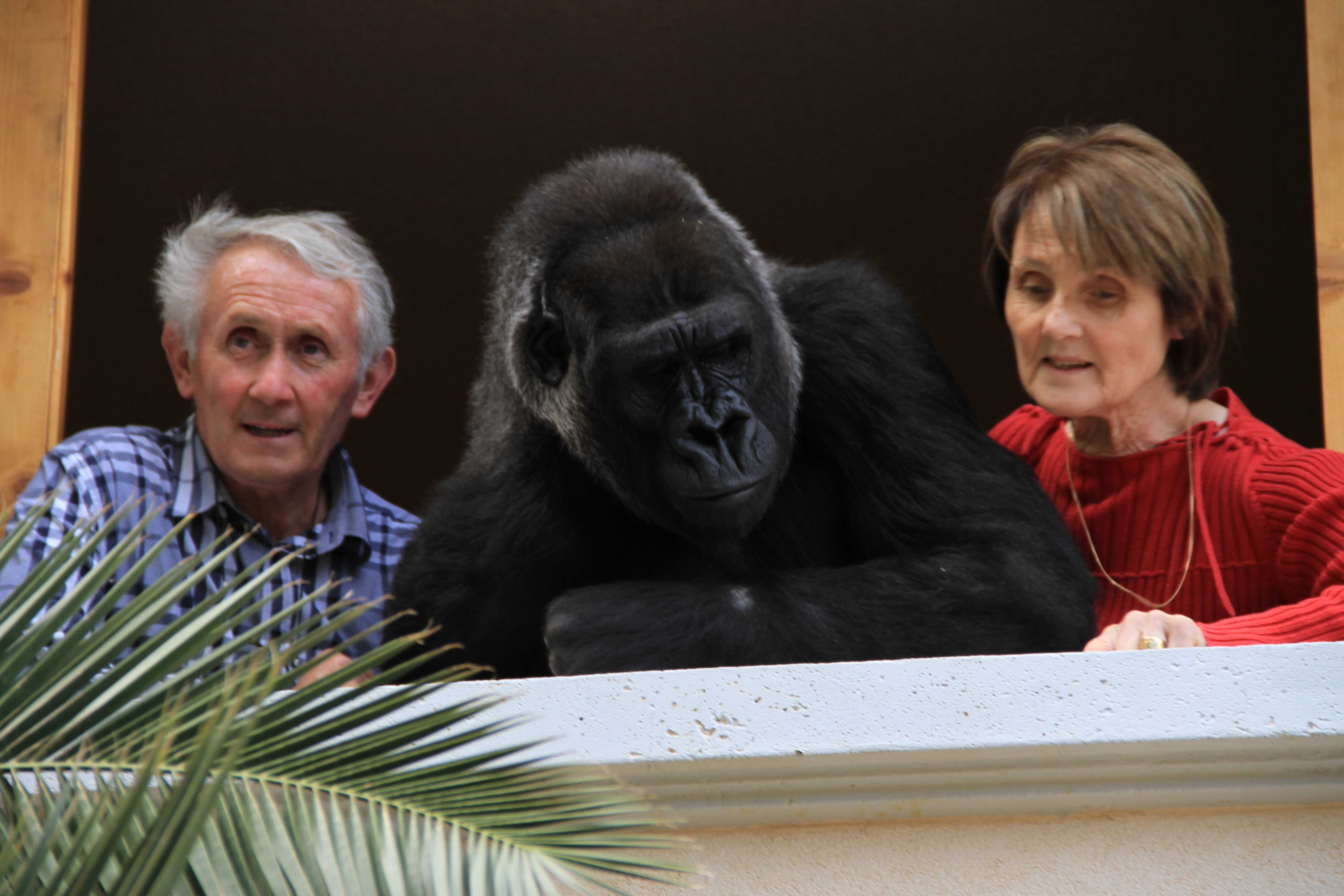
Digit avec ses parents adoptifs, Éliane et Pierre Thivillon, fondateurs de l'Espace Zoologique

### Les années 2010
En décembre 2012, ouverture de la serre à gorille de Digit.
En 2013, arrivée des premiers ocelots depuis le Domaine des Fauves en Isère.
En août 2013, première naissance d'une panthère du Sri Lanka,.
En février 2014, arrivée de Likalé, mâle gorille, depuis le Burgers'Zoo aux Pays-Bas,.
En mai 2014, arrivée d'un couple de lions depuis les locaux de l'association Tonga Terre d'Accueil : Simba et Princesse. Ces lions ont vécu dans un cirque avant d'être confiés à Tonga.
En juin 2014, naissance de loups du Canada.
En avril 2015, deux hyènes rayées sont placées dans le parc depuis Tonga Terre d'Accueil. Ces hyènes ont été secourues par Animals Lebanon au Liban puis confiées à Tonga,.
En octobre 2015, naissance d'une nouvelle panthère du Sri Lanka,.
En avril 2016, arrivée de flamants du Chili, confiés par 30 Millions d'Amis à Tonga puis placés dans le parc,.
En novembre 2016, naissance de trois hyènes rayées,,.

Courant 2017, ouverture de la serre des primates, nouvelle construction avec enclos extérieur qui abrite diverses espèces de primates : gibbons à mains blanches, mangabey, ascagnes,...

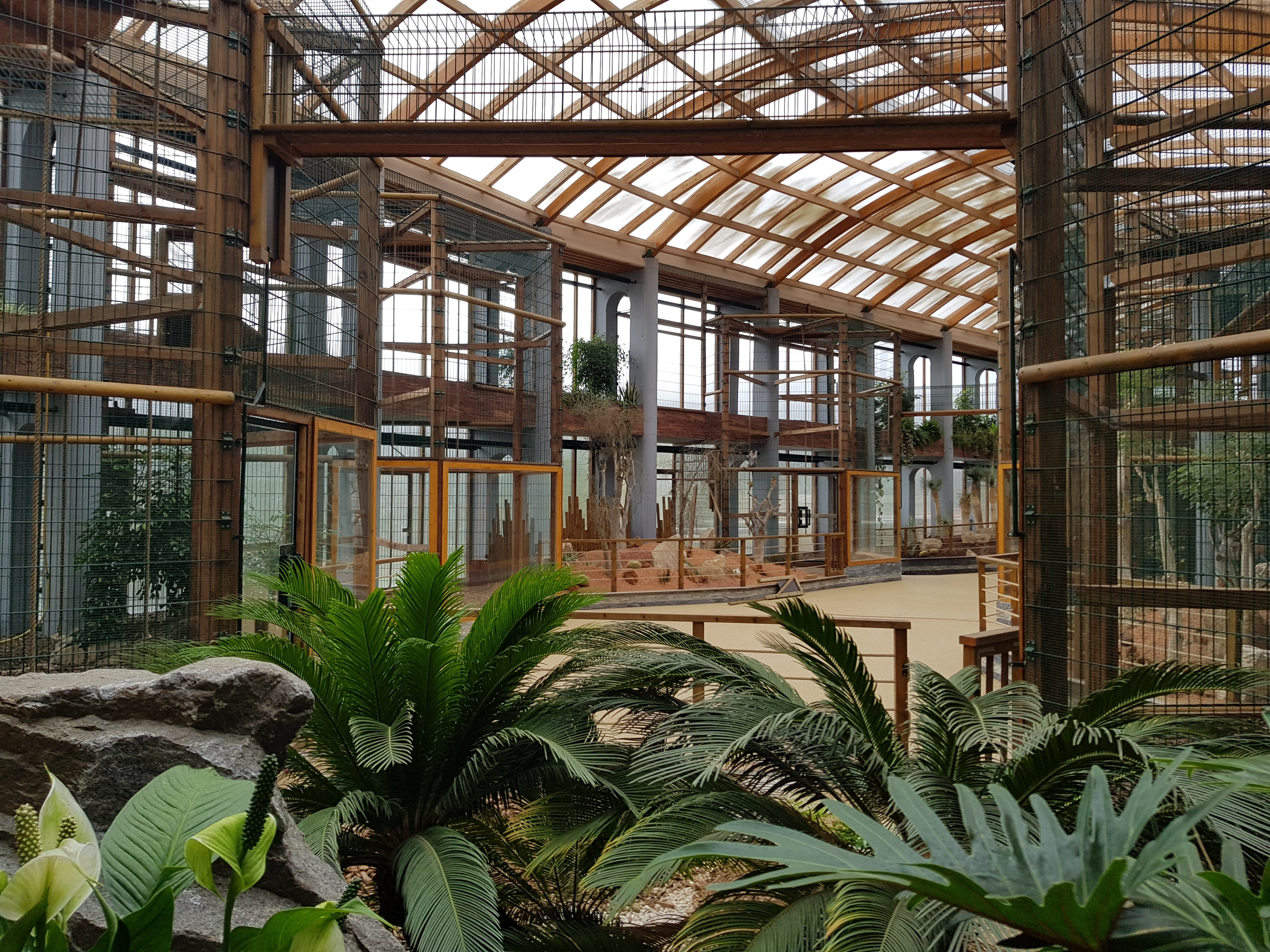
Serre des Primates ouverte en 2017 à l'Espace Zoologique

En juin 2017, naissance de deux panthères des neiges,,,.
En 2018, arrivée de trois tigres confiés par l'association Tonga Terre d'Accueil après avoir été récupérés et soignés par Animals Lebanon au Liban, ces jeunes félins ont été trouvés dans une caisse à l'aéroport de Beyrouth,,.
En avril 2018, naissance d'un chimpanzé,.
En 2019, ouverture d'une volière d'immersion : les visiteurs peuvent rentrer dans une volière où évoluent des grues demoiselles, ibis rouges, touracos, spatules blanches,...
En février 2019, Likalé et Gypsy donnent naissance à une petite gorille : Xia. À la suite d'une mauvaise manipulation du père, la petite femelle décédera en juillet,.
En octobre 2019, les lionceaux recueillis dans les locaux de Tonga Terre d'Accueil quittent Saint Martin la Plaine pour un sanctuaire en Afrique du Sud,,.

### Les années 2020
En janvier 2020, mort de Simba, lion emblématique du parc, issu d'un sauvetage de Tonga Terre d'Accueil en 2010. Il s'agissait du premier lion sauvé par l'association.
En février 2020, les lionceaux recueillis le mois précédent par l'association Tonga Terre d'Accueil ont été placés dans l'enceinte du parc.
En mai 2020, naissance d'un mangabey couronné.
En juin 2020, un cerf du Prince Alfred voit le jour. Cette espèce est l'espèce de cerf la plus menacée au monde.
En juin 2020, naissance de trois panthères des neiges.
Fin juin 2020, le parc voit la naissance de deux pandas roux.
Durant la fermeture due au confinement de novembre 2020, une naissance de gorille a eu lieu,.

## Conservation de la nature
L'Espace Zoologique soutient différents programmes de conservation, notamment pour les primates : JACK, Kalaweit, ATO ou Free The Bears.
Son accréditation à l'Association Française des Parcs Zoologiques signifie qu'il participe au fonds commun qui a généré, en 2019, plus de 100 000 € répartis dans 20 programmes de conservation. En 2017, la somme était de 70 000 € répartis entre 17 programmes de conservation, 63 000 € en 2016, 59 000 € en 2015. Ses frais principaux sont cependant orientés vers le refuge Tonga Terre d'Accueil.

### Association Tonga Terre d'Accueil
Le parc œuvre pour le sauvetage d'animaux de cirques ou issus du trafic d'animaux sauvages par le biais de son association Tonga Terre d’Accueil créée en 2008, à la suite de la saisie par l'administration de l’hippopotame Tonga qui appartenait depuis sept ans à un cirque itinérant. L’animal, mal soigné, est recueilli par le zoo de Saint-Martin-la-Plaine, soigné puis renvoyé en Afrique, dans le sanctuaire de Sanwild.
Depuis, l'association soutenue par la Fondation Brigitte-Bardot et 30 Millions d'Amis recueille des animaux exotiques en détresse sur le territoire français, avec pour objectif, la réinsertion dans leur milieu naturel ou en parc zoologique, selon les places disponibles. Le refuge n'est pas ouvert au public, cependant, certains animaux sauvés par l'association ont été placés au sein de l'Espace zoologique.
Pour l'association, l’un des principaux enjeux concerne les animaux de cirque, puisque ces derniers seront interdits à partir de 2028, selon la loi "bien-être animal" votée en 2021. Depuis sa création, l'association a recueilli 500 animaux : hyènes, tigres, lions, servals, macaques de barbarie, capucins, macaques crabiers...

#### Lionceaux recueillis en 2018 et 2019 - Transfert en Afrique du Sud

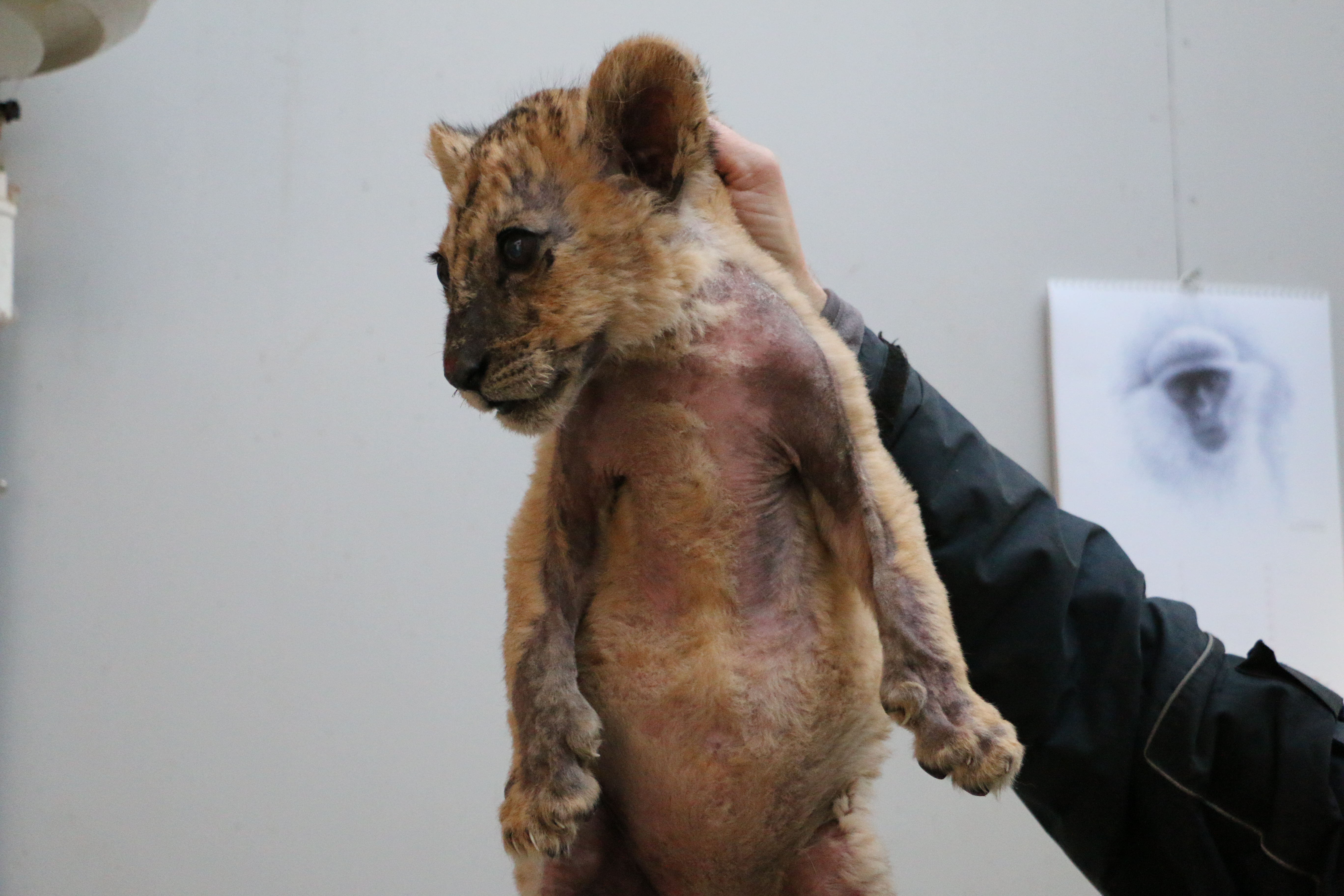
La lionne d'Amnéville à son arrivée à Saint Martin la Plaine.

En octobre 2018, Tonga Terre d'Accueil se voit confier deux lionceaux de quelques mois saisis par les douanes et policiers : un lionceau est saisi en banlieue parisienne à Valenton chez un particulier et une petite lionne de quelques semaines est découverte le même jour dans un garage à Marseille. La santé de cette dernière était très préoccupante.
En novembre 2018, un troisième lionceau est découvert par des policiers. Celui-ci fut trouvé à Paris sur les Champs-Élysées dans une Lamborghini. Pris en charge par 30 Millions d'Amis, il arrivera à Saint-Martin-la-Plaine quelques jours après.
En février 2019, un quatrième lionceau est amené à Tonga, une petite femelle qui a été déposée au Zoo d'Amnéville par un particulier. Son ventre était gonflé et elle présentait un important glaucome à l’œil gauche ainsi qu’une cataracte, qui se remarque par la coloration vitreuse de son œil. Elle a également des déformations des deux pattes avant dues à une mauvaise alimentation avec un manque de calcium. Son état était bien plus grave que la petite lionne de Marseille.
Après des mois de convalescence à Saint-Martin-la-Plaine et après avoir été réunis, les quatre lionceaux sont partis le 10 octobre 2019 pour l'Afrique du Sud. Ils ont été placés dans un sanctuaire de l'association britannique BornFree où ils disposent de 3 hectares.

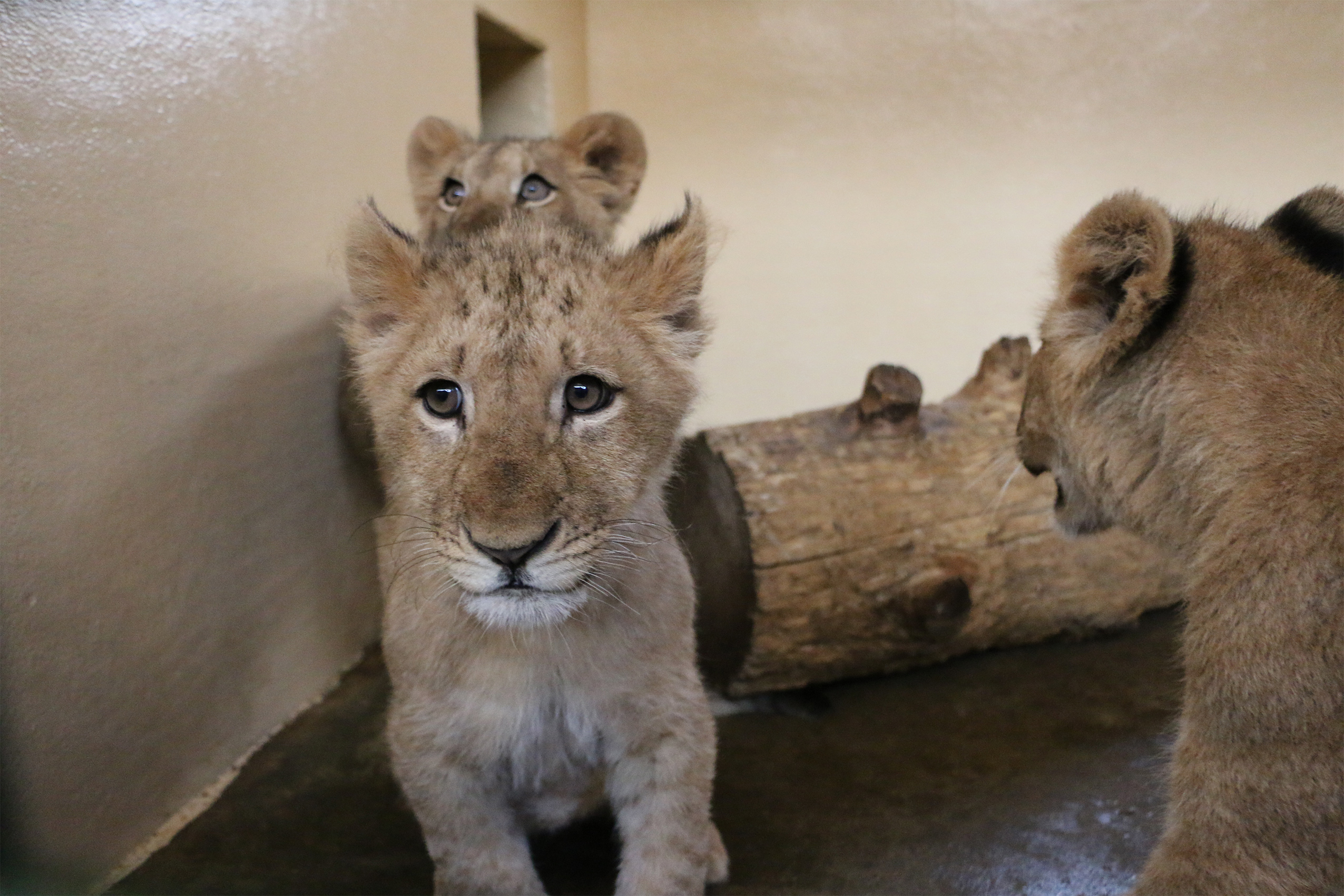
Lionceaux Ysis, Yoda et Yembé en février 2020.

#### Lionceaux recueillis début 2020
En janvier 2020, deux lionceaux ont été abandonnés devant un parc d'Aix-en-Provence. Pris en charge par l'association 30 Millions d'Amis, Ysis et Yoda ont été placés à Tonga Terre d'Accueil.
En février 2020, un autre lionceau est découvert dans la banlieue de Perpignan. Une fois arrivé à Saint-Martin-la-Plaine, Yembé a été présenté aux deux lionceaux précédents. Afin de disposer d'un espace plus grand que dans les locaux de l'association, ils ont été placés au sein de l'Espace Zoologique.

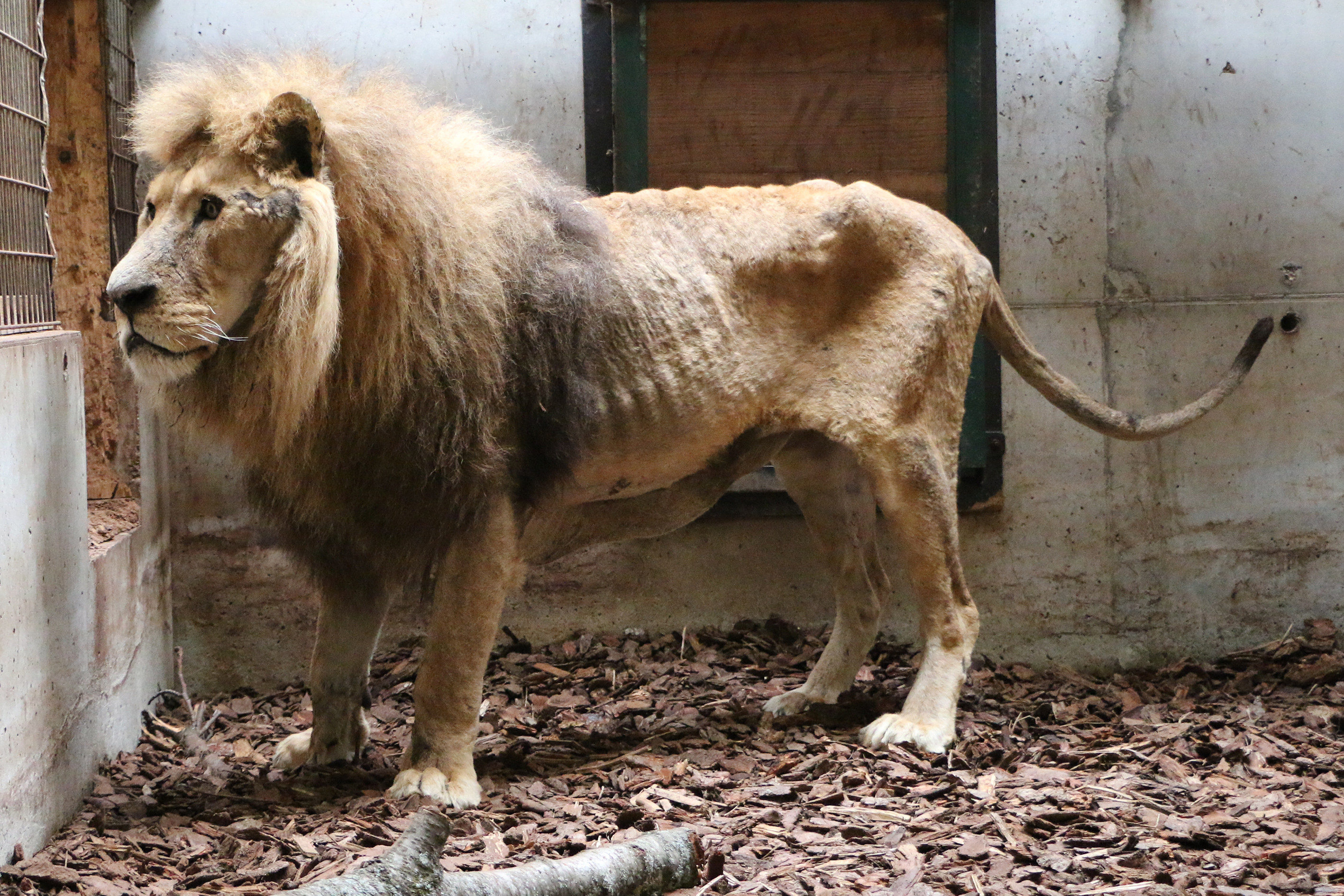
Jon, lion famélique issu d'un cirque en juin 2020 et confié à Tonga Terre d'Accueil.

#### Jon et les quatre lionnes issus d'un cirque
Très médiatisée, la saisie du lion Jon par les autorités et l'association One Voice provoque l'indignation en raison de l'état de santé du lion, qui pèse moins d'une centaine de kilos,. L'association est intervenue sur le lion pour soigner sa queue et ses dents,.
Début juillet, les quatre lionnes du même cirque, situé dans l'Eure, sont saisies par la justice et sont également confiées à l'association,.
Alors qu'il avait repris des forces, Jon décède en janvier 2022 à la suite de graves problèmes intestinaux. Les lionnes sont quant à elles transférées dans un sanctuaire en Toscane, en mai de la même année.

#### Dix tigres confiés par les autorités en décembre 2020
Une saisie de dix tigres est organisée par les autorités en décembre 2020 auprès d'un dompteur de l'Oise, à la suite d'enquêtes de l'association One Voice. Les motifs de cette saisie sont divers : mauvais traitements (en raison de l'espace disponible dans leur camion), d'activité d'élevage et de cession d'animaux illégales,,.
La question de la reproduction des tigres blancs et des tigres dorés est aussi abordée car ces individus sont le résultat de croisements hautement consanguins,.
Ces animaux ont été placés dans les locaux du dernier bâtiment construit de l'association Tonga Terre d'Accueil. Ils attendent la décision de justice pour être placés dans un sanctuaire en Italie.

#### Transfert de quatre lions de cirque en Afrique du Sud en février 2022
Les quatre lions, un mâle stérilisé et trois lionnes âgés de 15 à 17 ans, appartenaient à un cirque français. À la suite d'un accident pendant un spectacle, le propriétaire a décidé d’arrêter de présenter des animaux sauvages et a contacté l'association Tonga Terre d’Accueil début 2018 pour leur confier les animaux.
Les lions sont transférés en Afrique du Sud, au sein de la réserve de Shamwari, comme les lionceaux envoyés en 2019.

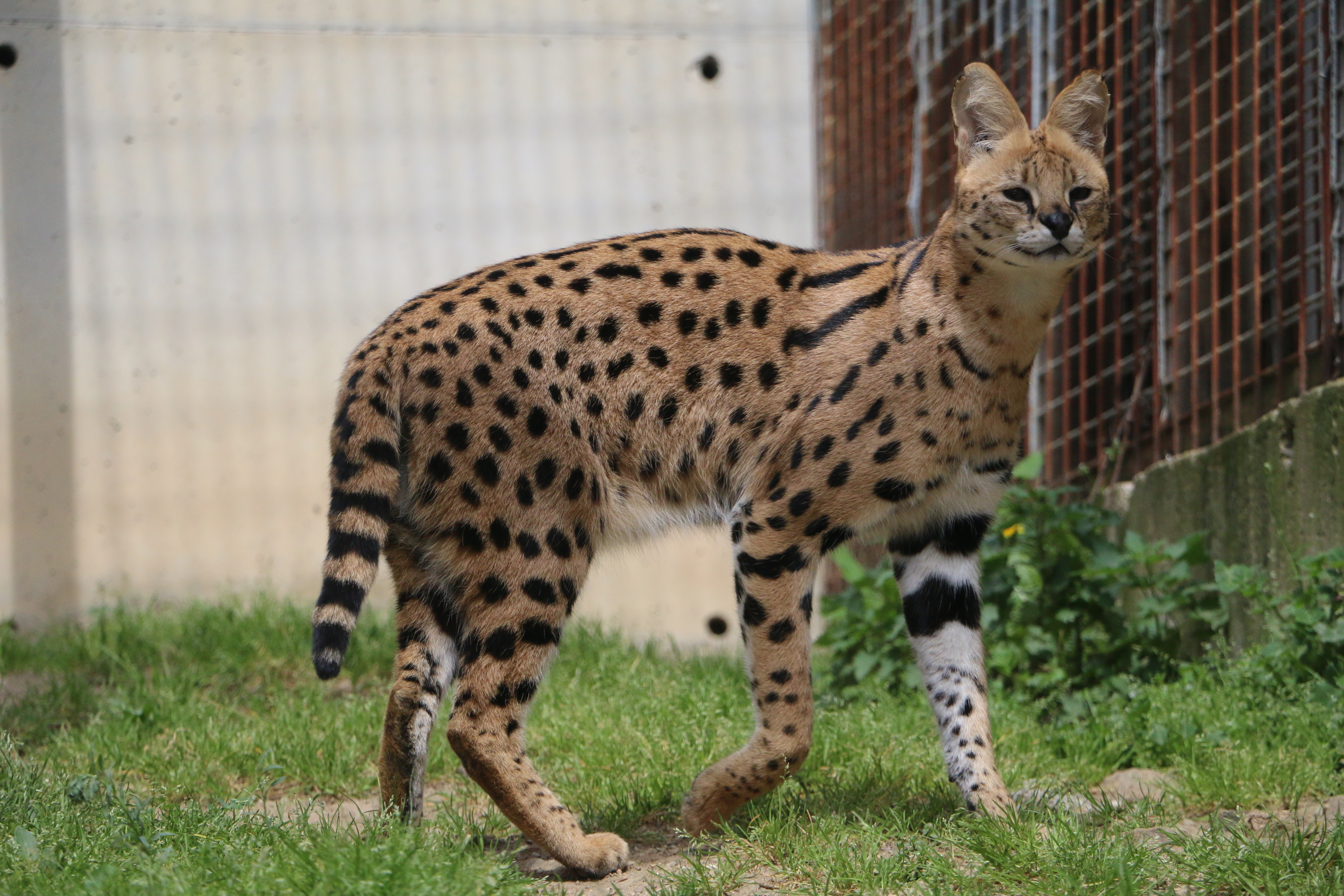
Serval saisi auprès d'un particulier en France.

#### Explosion du trafic de servals et de caracal
En 2022, l'association Tonga Terre d'Accueil lance l'alerte sur les saisies courantes des autorités pour des servals et des caracals détenus illégalement par des particuliers. Entre 2022 et avril 2023, le refuge a recueilli 18 servals,,,.
L'association alerte sur la surreprésentation de ces animaux dans les réseaux sociaux, notamment Tiktok et Instagram, et dénonce la valorisation de ces animaux auprès d'influenceurs et de stars, qui alimentent l'effet de mode.
L'hybridation des chats avec des servals est aussi décriée car elle encourage le trafic d'animaux : les servals sont vendus et puçés Savannah, une race récente créée dans un but lucratif, qui pose de nombreux problèmes éthiques et génétiques. Ces races favorisent des modes et des détentions toujours plus exotiques,.
En France, la détention de servals et de caracals est interdite pour les particuliers ne détenant par de certificat de capacité, délivré par l'administration française dans le cadre d'un projet précis.

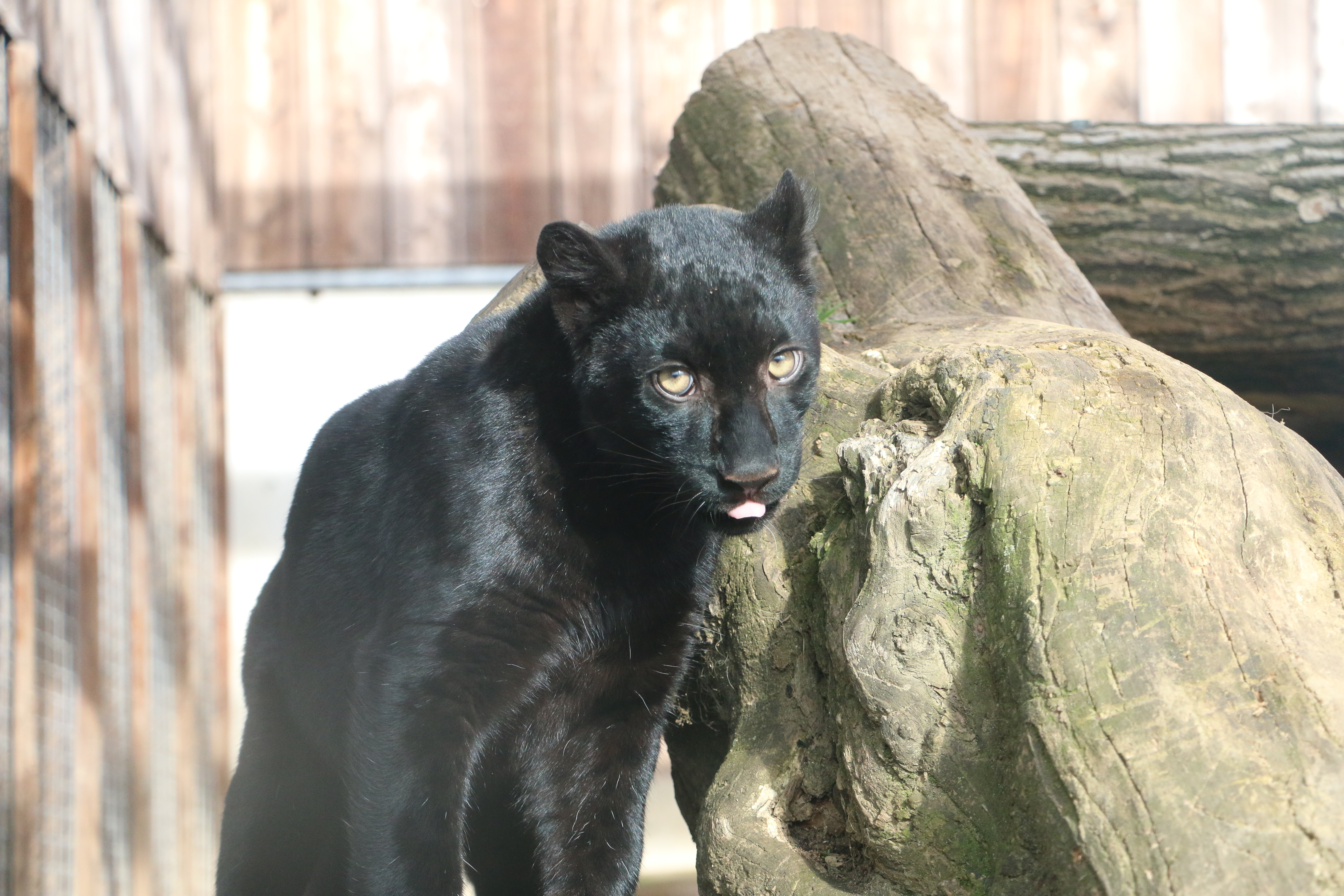
Kiara, la petite panthère noire sauvée de la guerre en Ukraine et détenue illégalement par un particulier.

#### Sauvetage d'une panthère noire en Ukraine fin 2022
À la suite de l'invasion russe en Ukraine, une jeune panthère détenue illégalement a été abandonnée par son propriétaire qui a fui les bombardements. Un refuge ukrainien a alors pris en charge le félin avant de le transférer au Zoo de Poznań en Pologne. Dans une action commune avec IFAW, Tonga Terre d'Accueil a recueilli Kiara, la petite panthère noire, en décembre 2022. En 2023, elle a été présentée à une autre jeune panthère, Philibert, saisie illégalement en France auprès d'un particulier,,,.

#### Saisie de cinq félins en juillet 2023
En juillet 2023, quatre lionnes et une tigresse sont recueillis sur demande de l'Office français de la biodiversité. Ces cinq félins étaient détenus par un cirque qui ne pouvait pas justifier l'origine de ces animaux, lesquels restaient en permanence dans leur remorque. Les lionnes sont dégriffées, tandis que la tigresse blanche, Isis, présente des problèmes de peaux.

#### Roar Project: extension du refuge en Afrique du Sud[100]
Saturé par les animaux de cirque et par les animaux saisis par les autorités, notamment des servals détenus illégalement par des particuliers, le refuge a décidé de lancer le ROAR PROJECT. Cette opération, lancée en février 2024, avait pour but de récolter des fonds pour envoyer 2 lions et 4 servals en Afrique du Sud. L'objectif était aussi de financer un premier espace entièrement dédié aux lions de Tonga Terre d'Accueil dans la réserve de Sanwild Sanctuary, près du parc national Kruger. Deux mois plus tard, les fonds nécessaires réunis, le projet est acté et le départ des animaux fixé début d'été 2024. Les six animaux ont été transférés en juillet 2024 en Afrique du Sud.

## Installations et animaux présentés au sein du parc
Le parc héberge plus de 100 espèces ; ce sont ainsi plus de 1 000 animaux qui sont dispersés sur la dizaine d'hectares du parc : primates, félins, oiseaux, issus d'Afrique, d'Amérique du Nord, du Sud, d'Asie ou d'Europe. Un vivarium présente également différents reptiles.

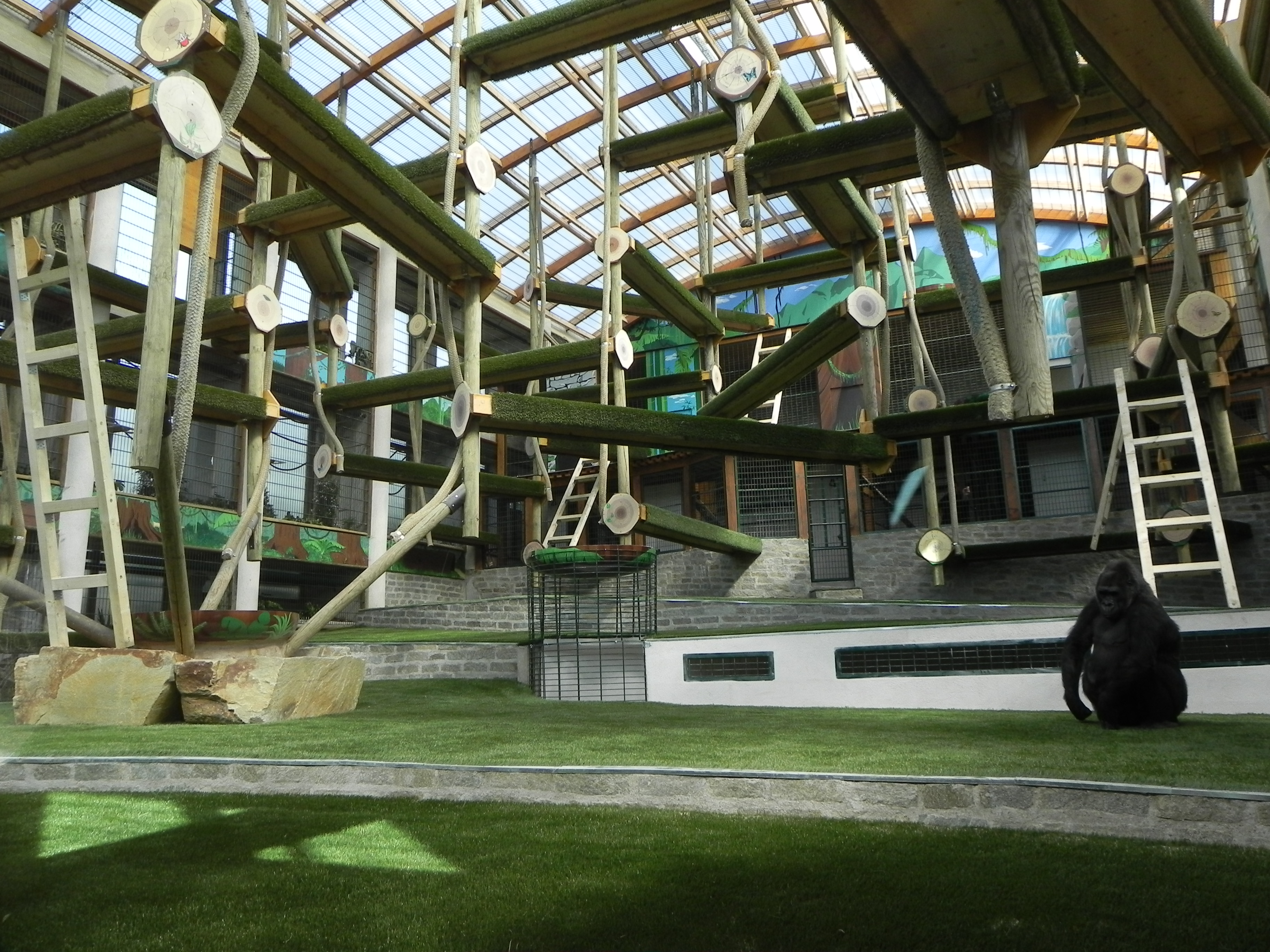
Intérieur d'une serre pour gorilles
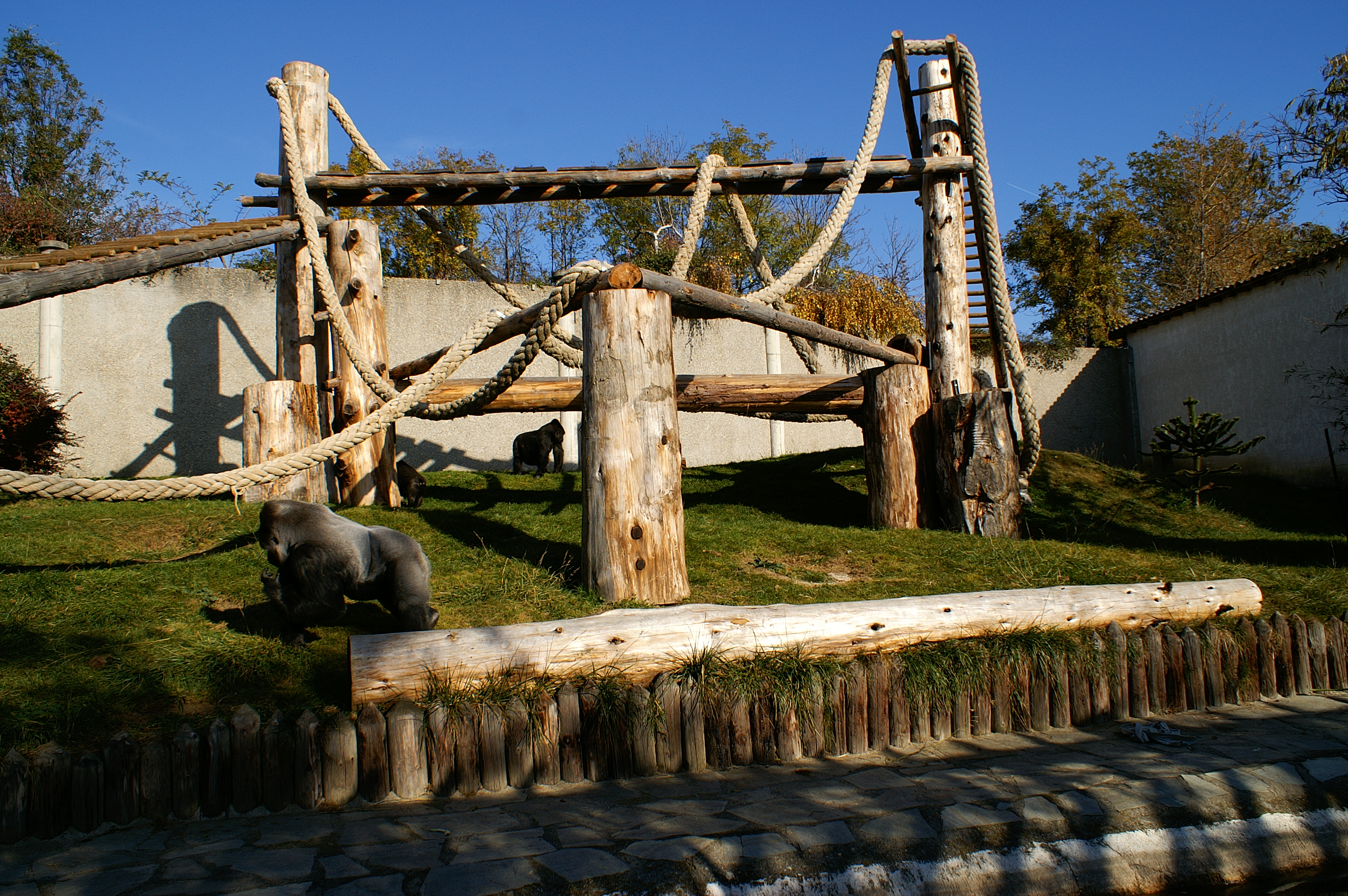
Extérieur pour gorilles
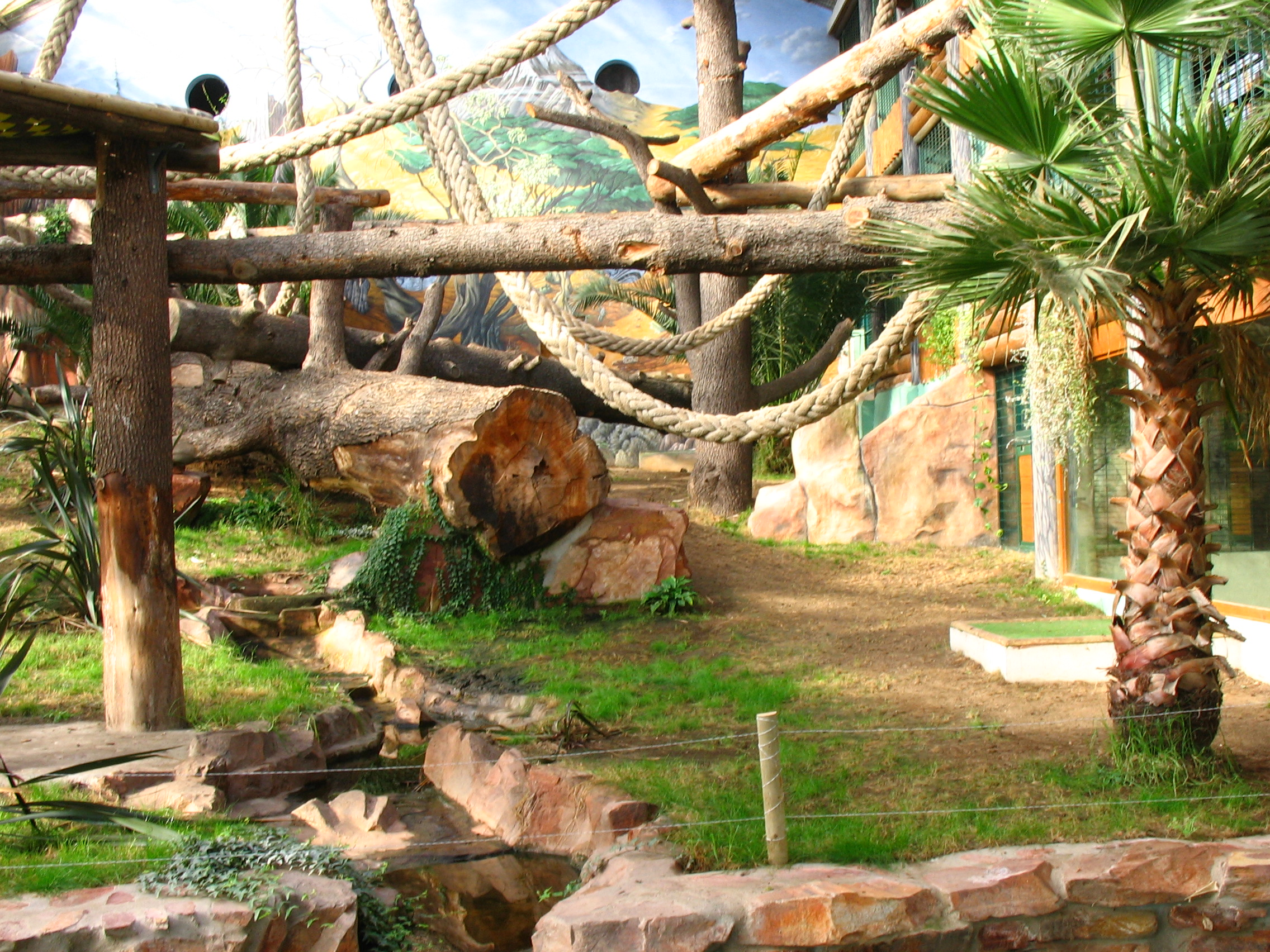
Intérieur de la grande serre des gorilles
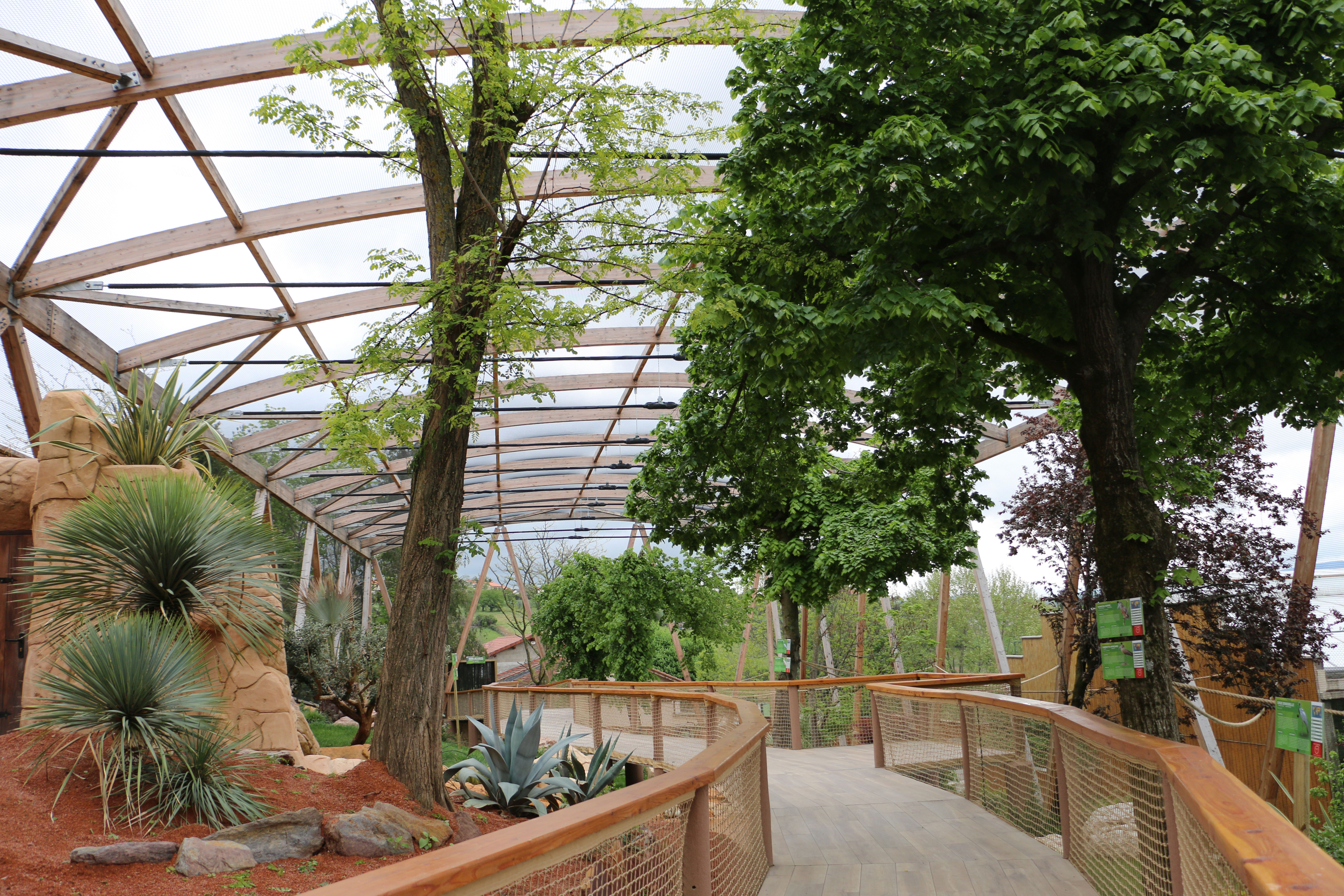
Volière d'immersion à Saint Martin la Plaine
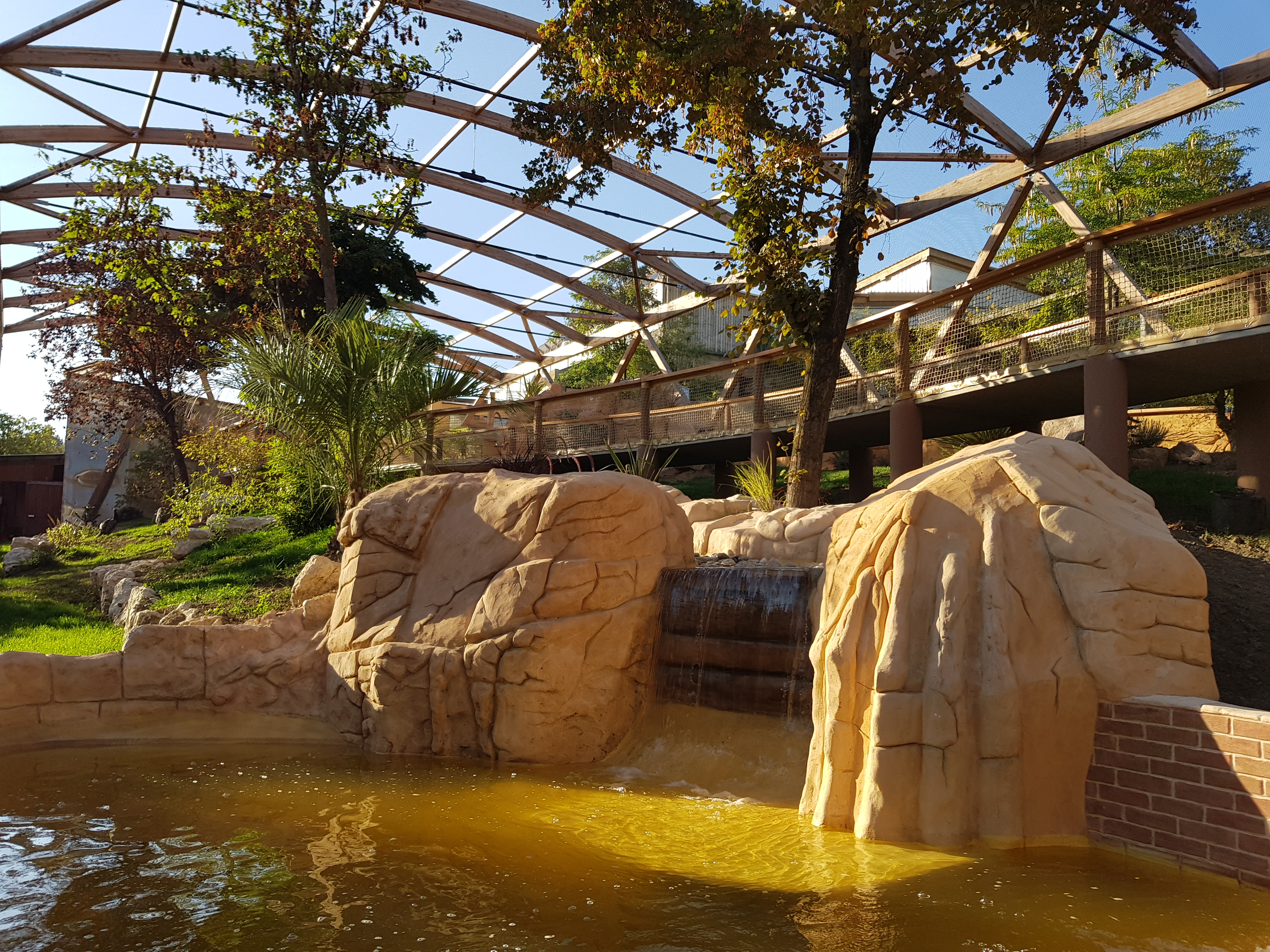
Volière d'immersion

### Primates

#### Grands singes
Parmi les nombreux animaux peuplant le zoo de Saint-Martin-la-Plaine, les grands singes sont les mascottes et les plus présents, particulièrement les chimpanzés et les gorilles des plaines de l'Ouest.
Près de trois serres chauffées présentent aujourd'hui onze gorilles, tandis qu'une autre serre (construite en 2017) abrite une grande variété de petits primates (gibbons, mangabey...).
Alexis et Platon étaient particulièrement mis en avant. Premier gorille arrivé au parc en août 1974, Alexis est décédé subitement d'une crise cardiaque le 14 avril 2007. Platon, véritable icône du parc, est mort durant l'été 2008 à l'âge de 37 ans. Il souffrait d'une maladie respiratoire depuis de nombreuses années.
Aujourd'hui, la star inconditionnelle du parc est Digit, une femelle gorille abandonnée par sa mère à sa naissance en 1998, qui fut élevée par Pierre et Éliane Thivillon. Elle rencontra des problèmes de santé dès ses premiers mois, mais en sortit indemne. Elle mangea et dormit à leur côté pendant des années,,,,.
En février 2014, cette nouvelle figure emblématique du parc commence à partager sa serre avec un mâle gorille, Likalé, venu d'un parc zoologique des Pays-Bas, mais l'entente ne fonctionna pas longtemps et les deux gorilles furent séparés. Likalé est aujourd'hui avec Gypsy, une autre femelle gorille du parc.

#### Petits singes et Lémuriens
Ascagnes à nez blancs (dont quelques individus de la sous-espèce whitesidei (Ascagne à nez orange), unique en Europe de l'Ouest (et l'un des 3 zoos à en avoir en Europe)), Drills (espèce unique en France), Gibbons lar, Macaques de Barbarie, Macaques de Tonkean, Mangabey à joues blanches, Ouistiti à pinceaux blancs, Ouistiti à pinceaux noirs, Colobe guéréza, Sakis à face blanche, Tamarin pinché, Ouistiti pygmée, Maki catta.

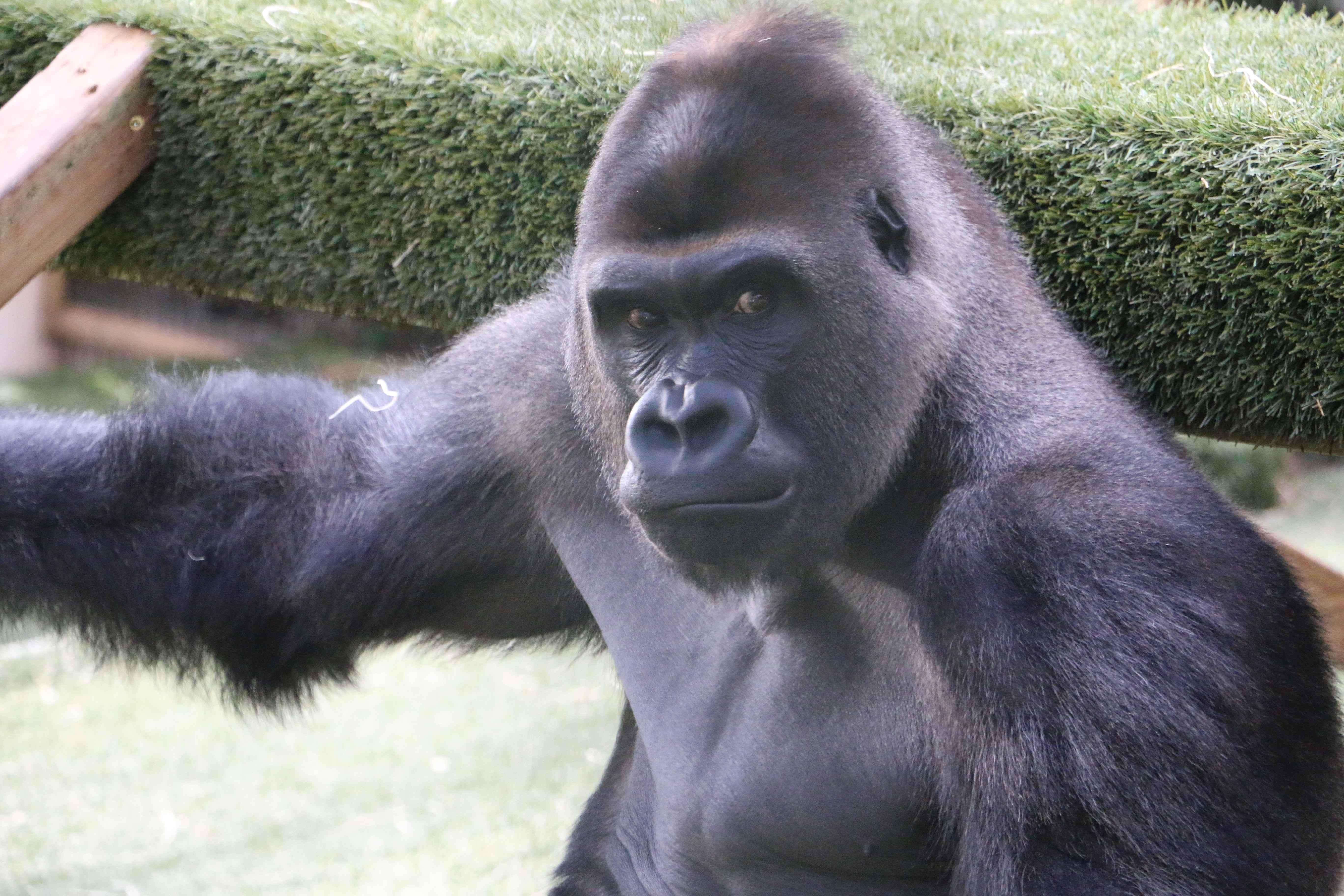
Likalé, mâle gorille des plaines
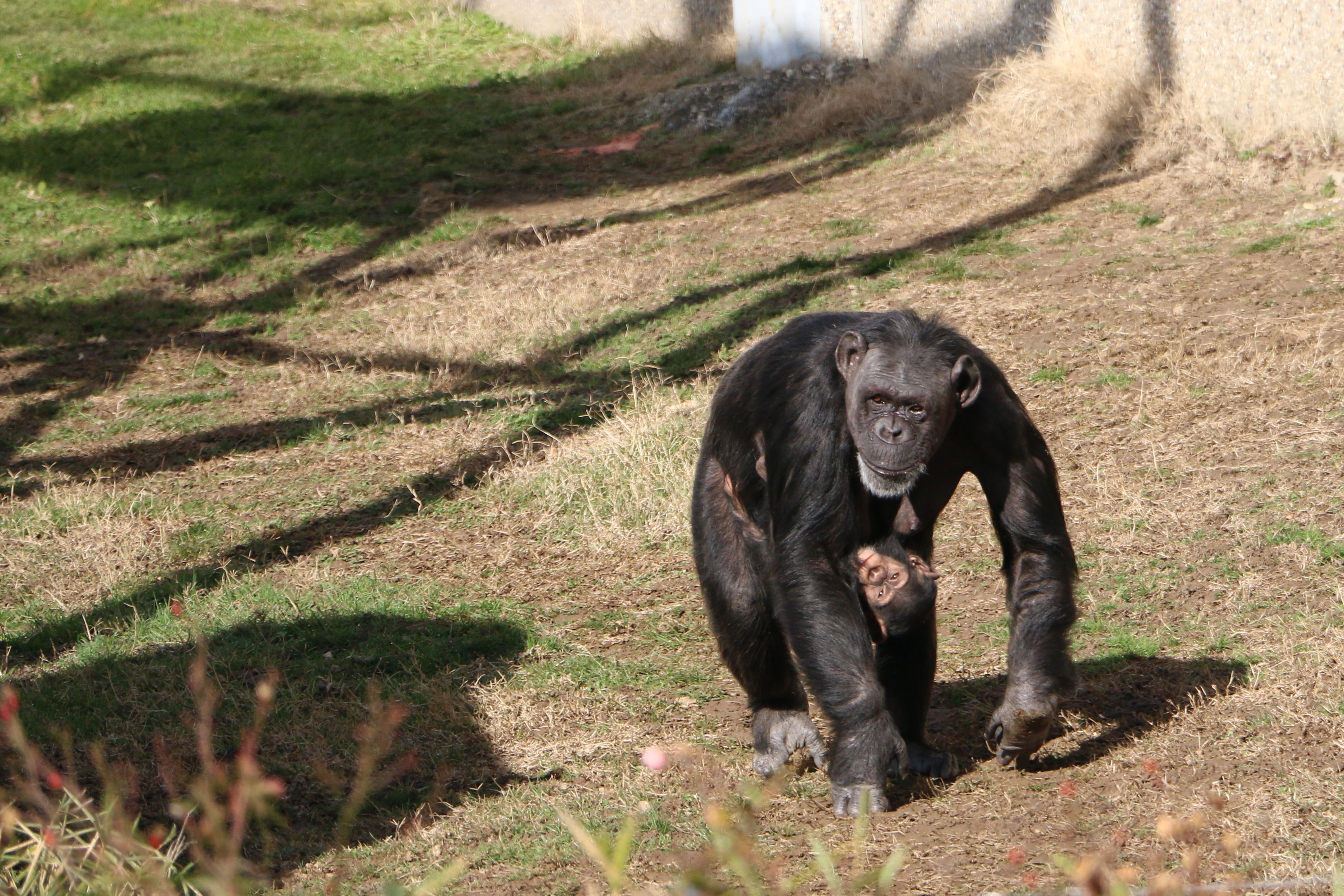
Chimpanzés à St Martin la Plaine
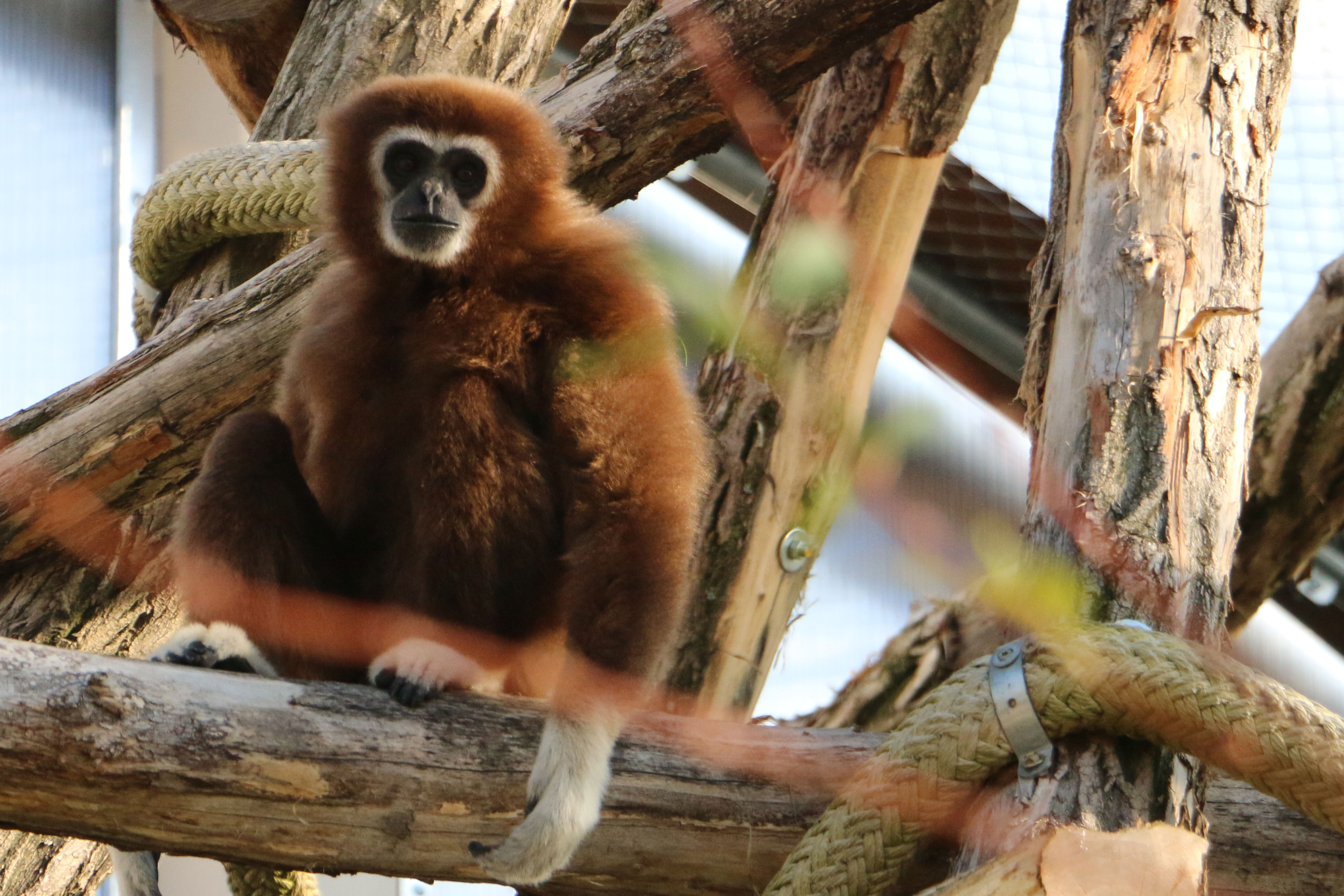
Gibbon à mains blanches
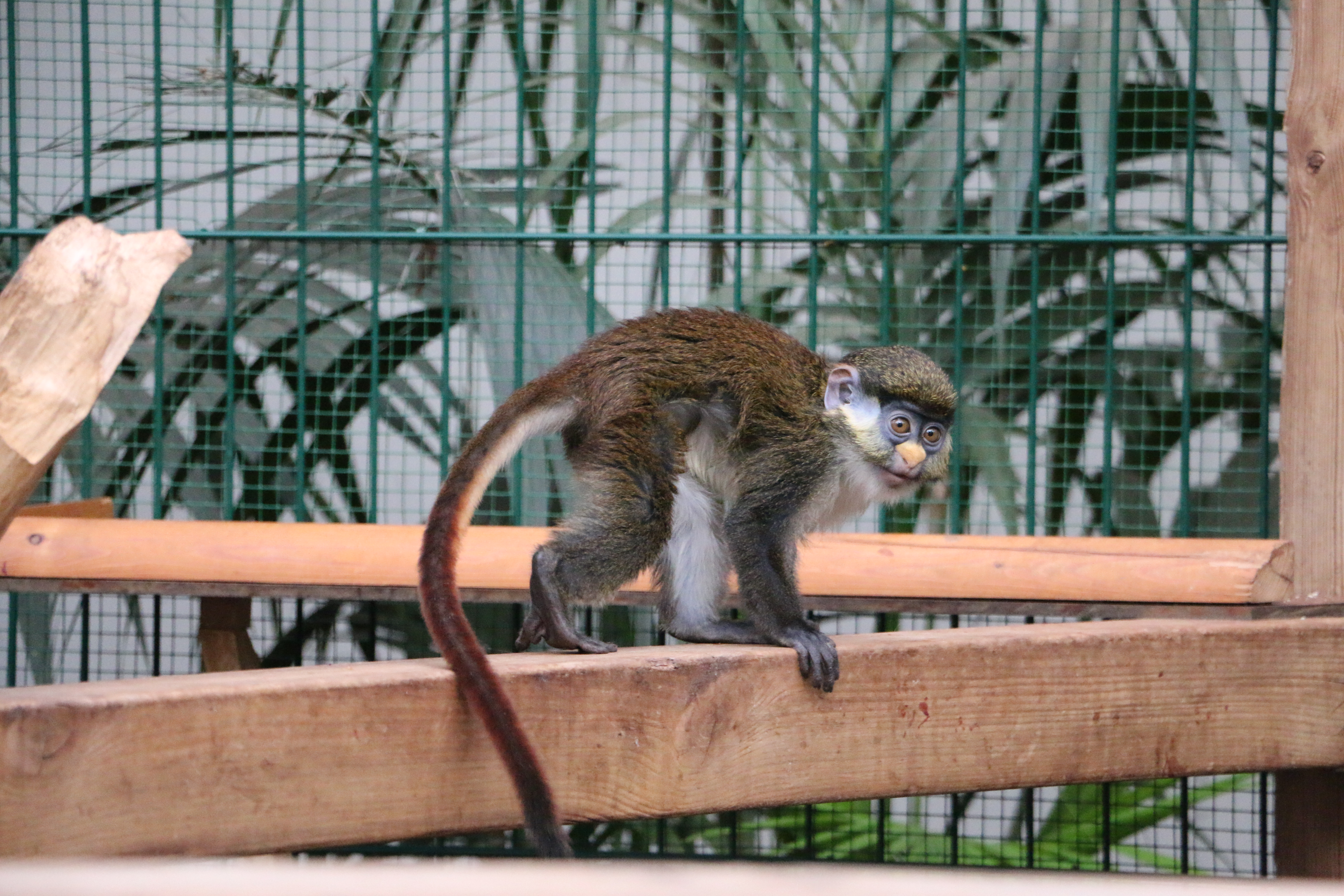
Jeune ascagne à nez orange
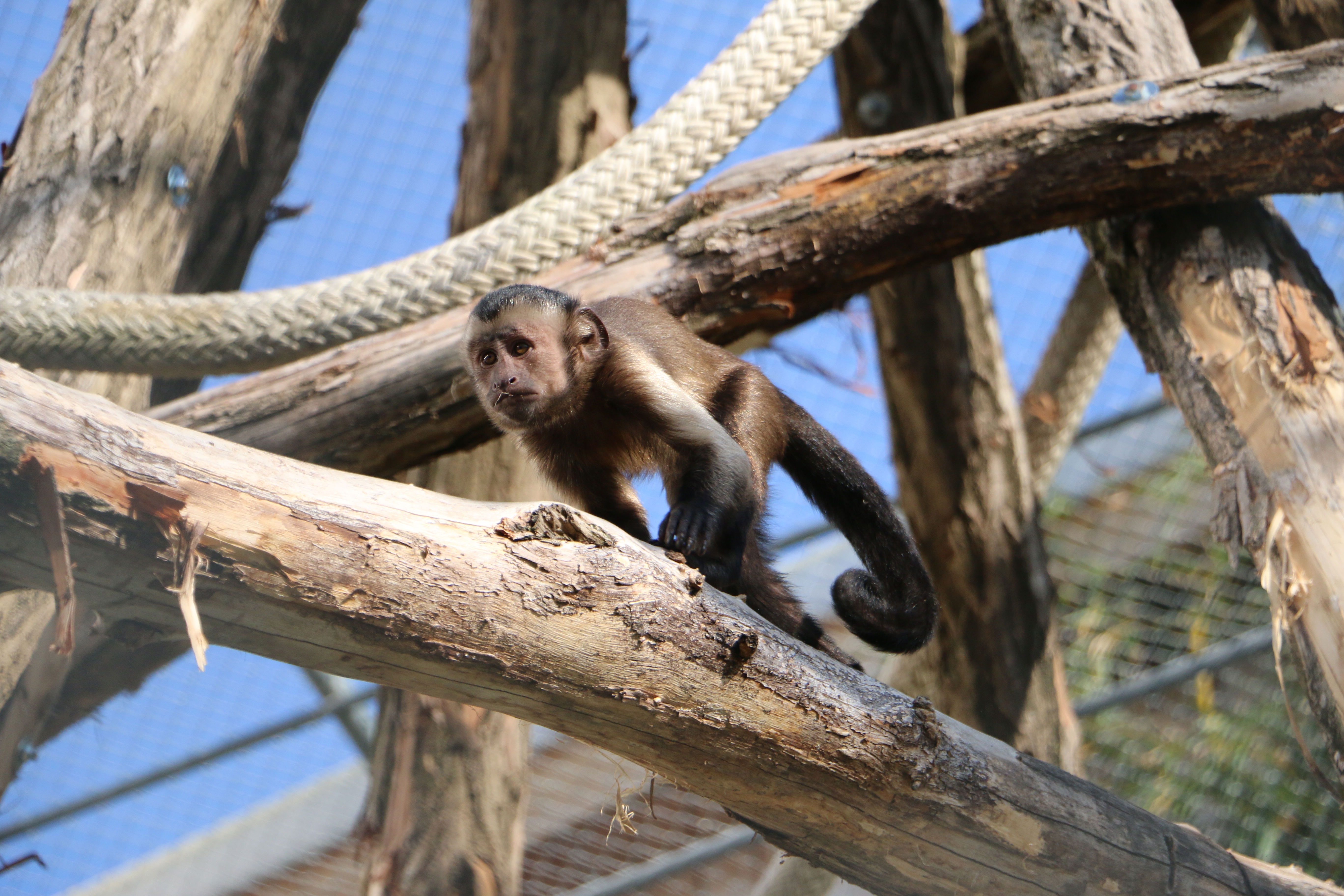
Capucin dans son espace extérieur
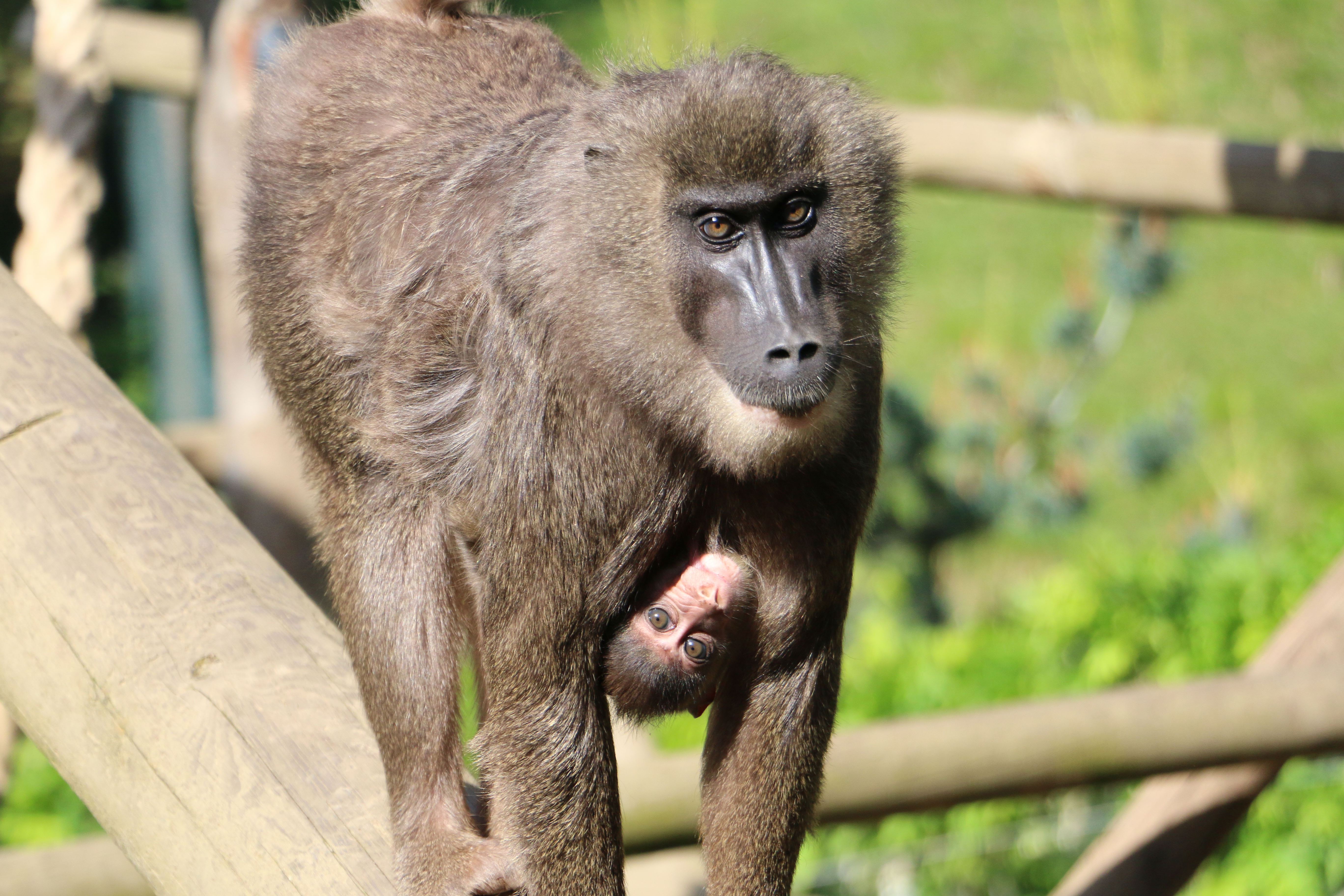
Drill
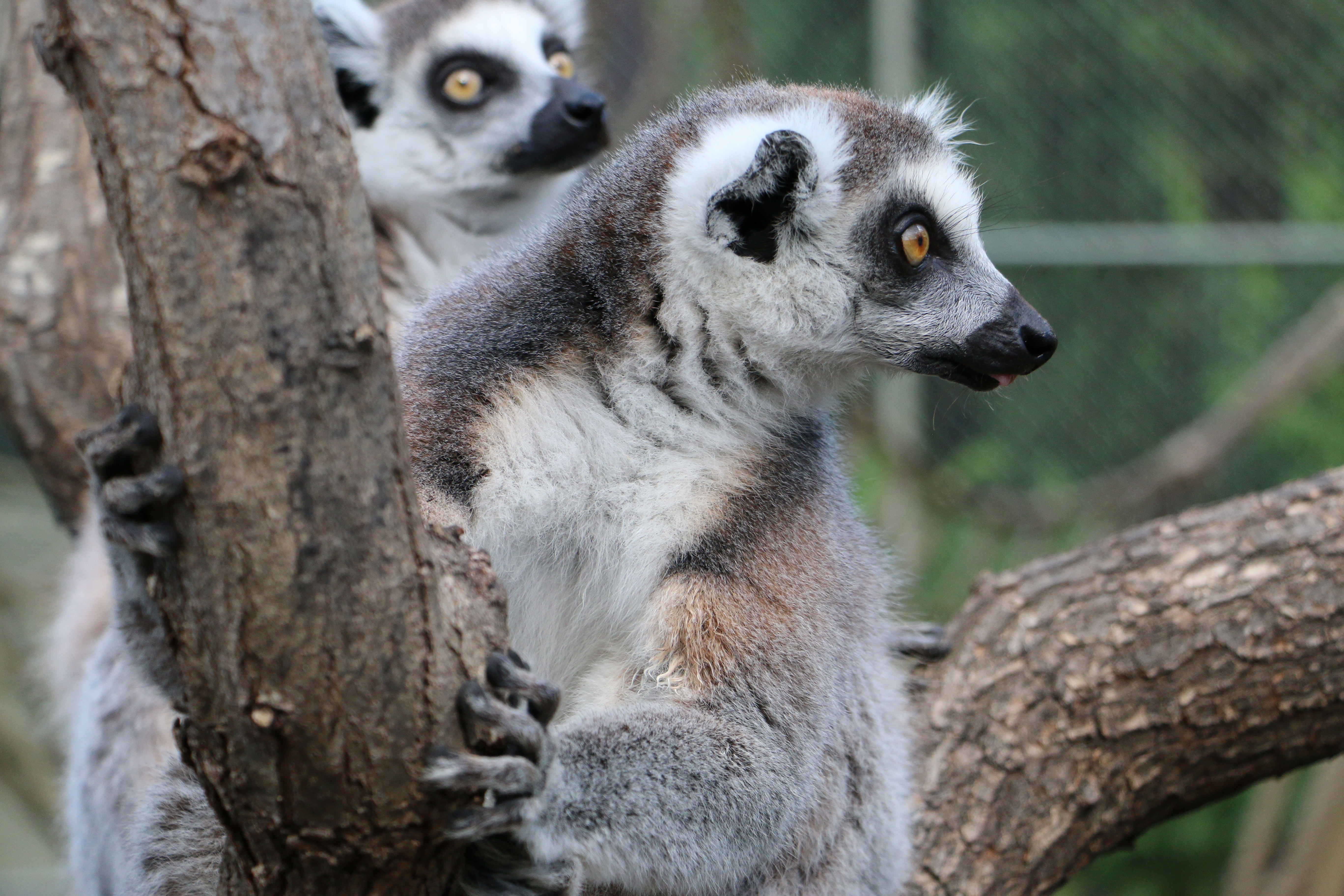
Maki catta

### Félins
Panthères des neiges, Lynx de Sibérie, Lions d'Afrique, Panthères de Ceylan, Tigre de Sibérie, Servals, Ocelot

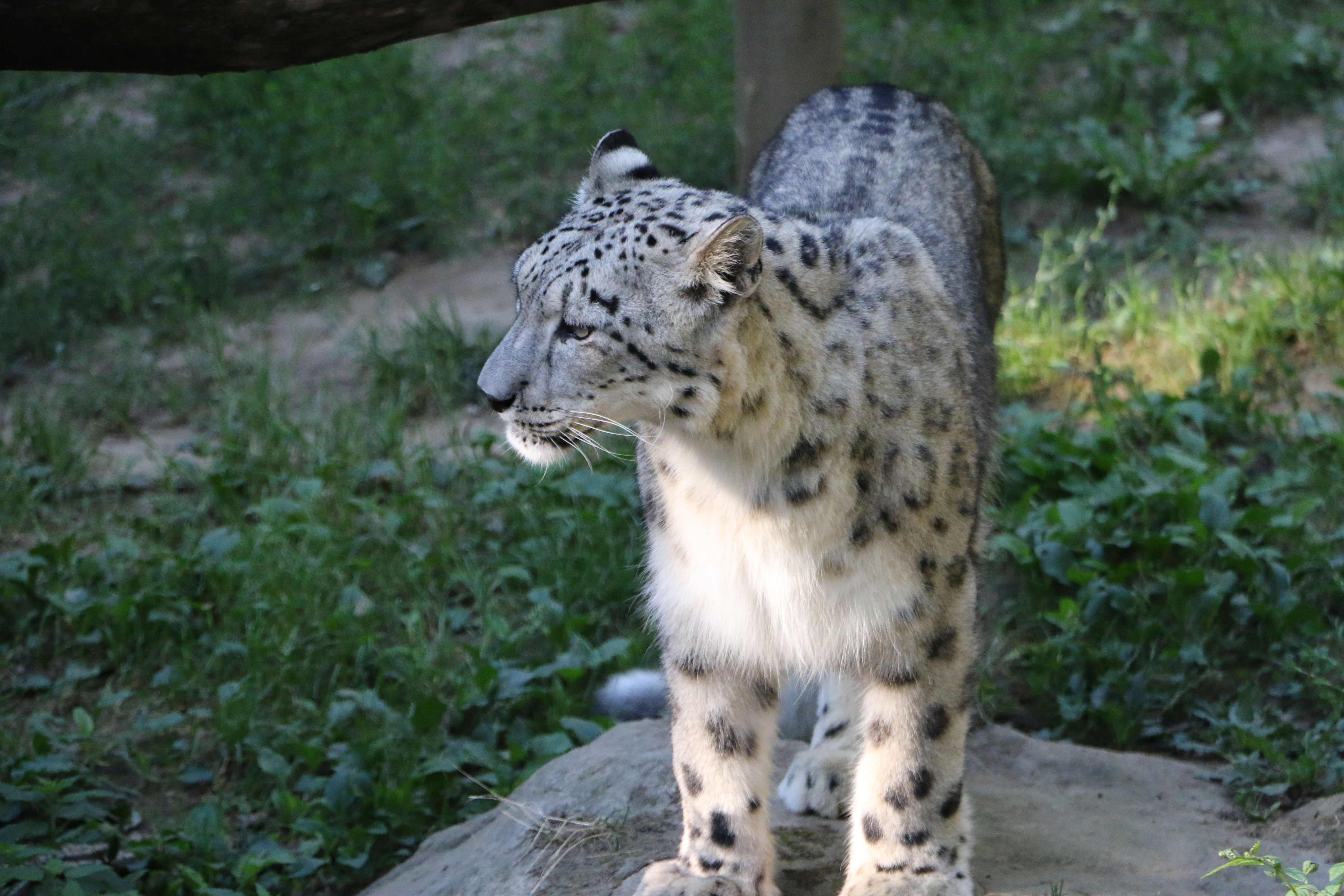
Panthère des neiges
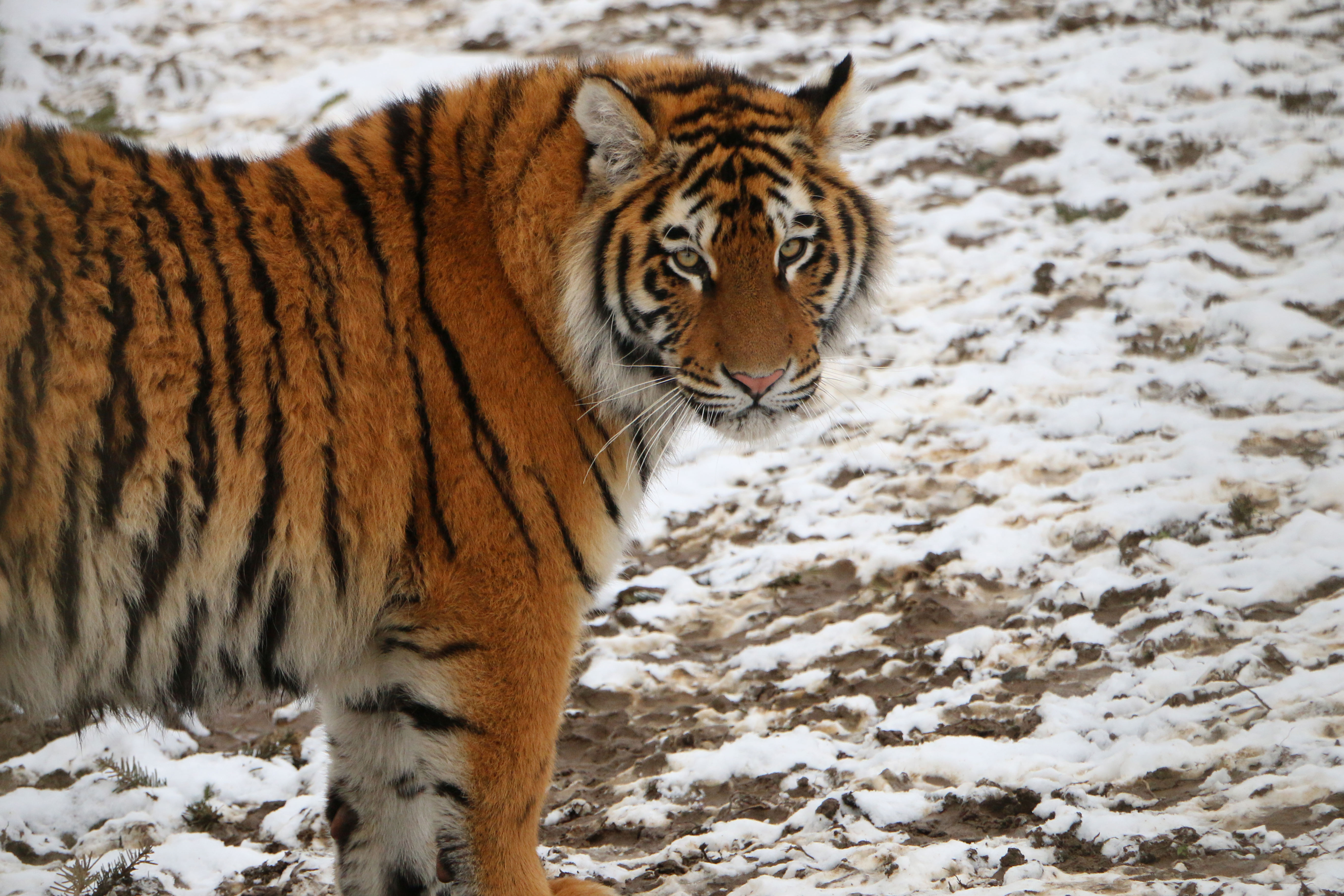
Tigre de Sibérie
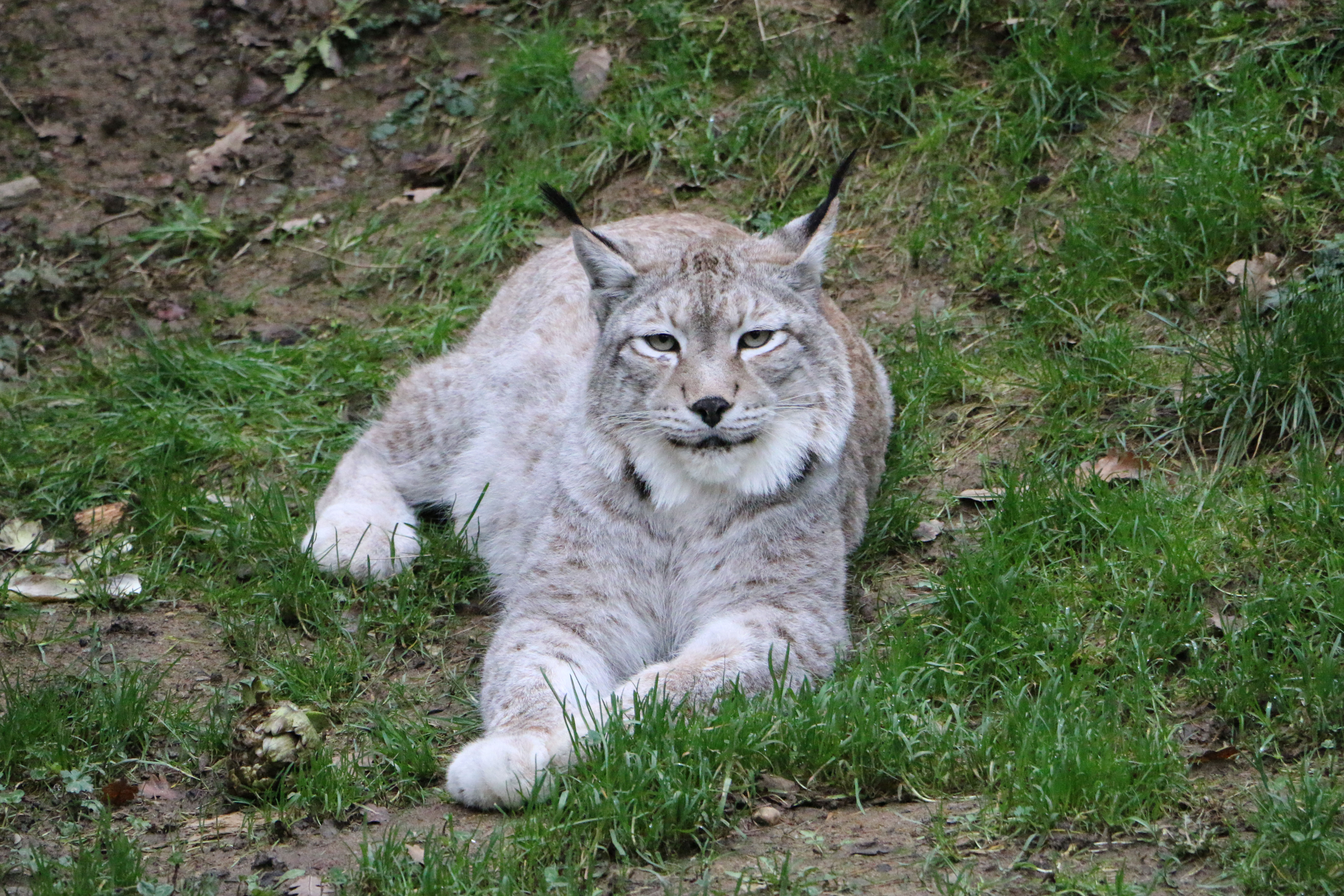
Lynx boréal
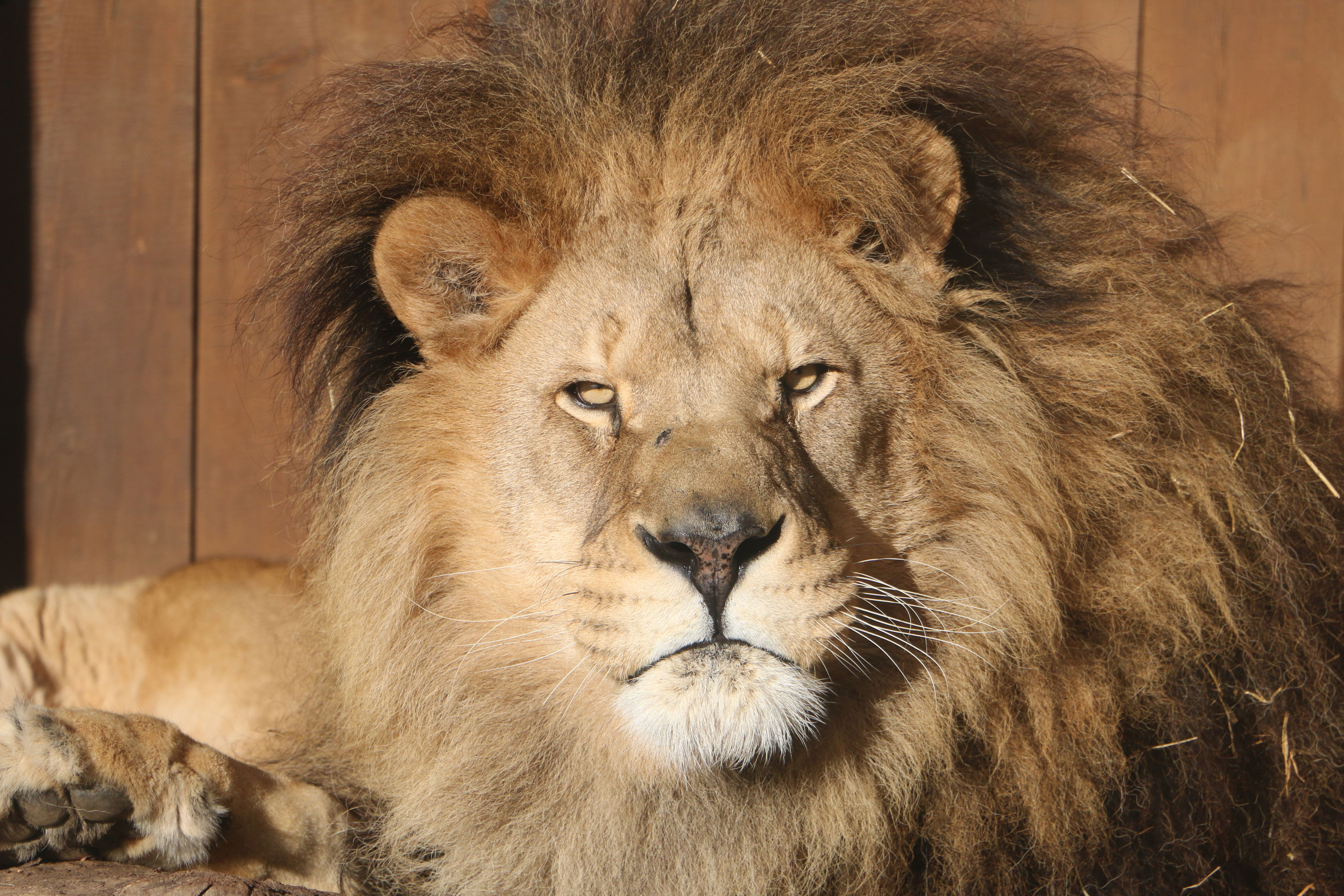
Lion
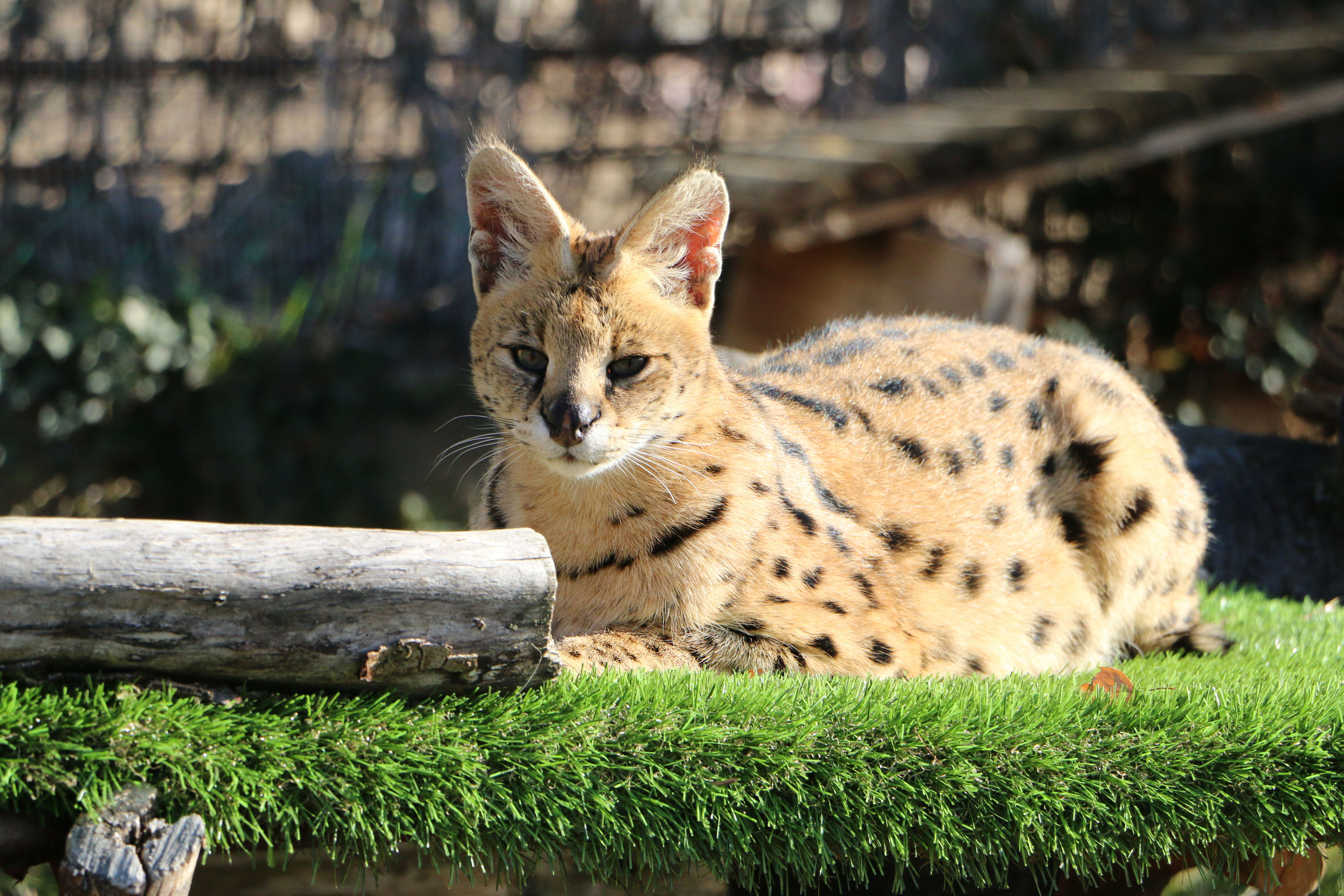
Serval
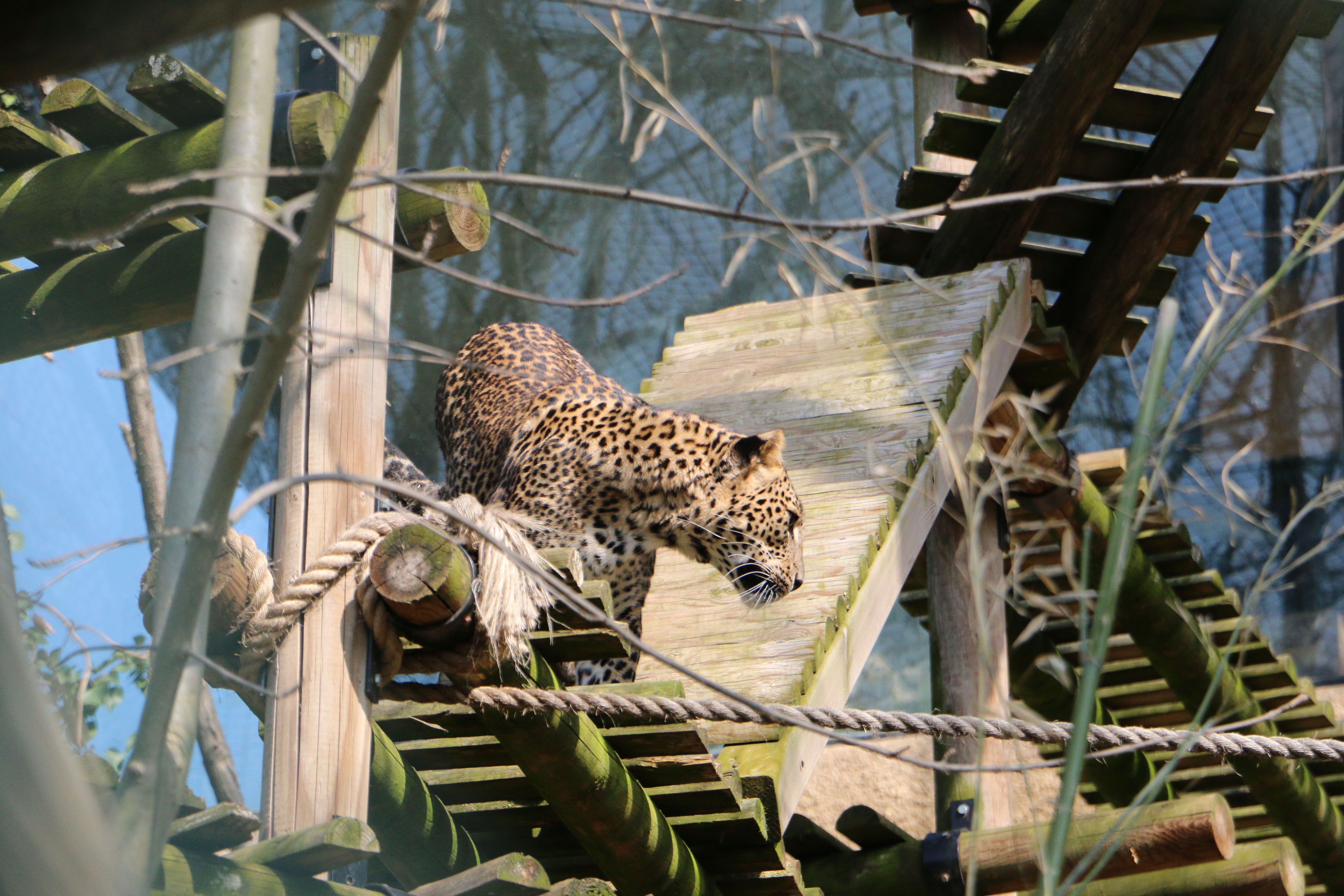
Panthère du Sri Lanka

### Reptiles
Agame aquatique, Agame barbu, Agame barbu de Lawson, Scinque à langue bleue, Tégu, Varan à queue épineuse, Varan malais, Varan crocodile
Python à lèvres blanches, Python molure, Python réticulé, Python royal, Caïman à lunettes, Tortue à éperons, Tortue d'Hermann, Tortue des steppes, Tortue grecque

### Oiseaux
Ara bleu et jaune, Ara chloroptère, Cacatoès de Goffin, Cygnes noir, émeu, bernache du Canada, Nandou, Oie à tête barrée, Perroquet eclectus, Perruche à collier, Perruche callopsitte, Perruche de Patagonie, Perruche omnicolore, Pilet des Bahamas, Siffleur du Chili, Tadorne de Belon, Youyou du Sénégal, Ibis rouge, Grue demoiselle, Savacou, Aigrette.

### Autres animaux
Loups du Canada, Loups arctiques, Wallaby de Bennett, Binturong, Panda roux, Coatis, Hyène rayée, Ours malais

## Économie et fréquentation
Selon les chiffres de la région Auvergne-Rhône-Alpes, en 2000, il a reçu 130 000 visiteurs, en 2014, 165 000 visiteurs,, en 2015, 131 000, et 2018, 142 800 visiteurs. En 2023, le parc a reçu 165 000 visiteurs.
| 2000 | 130 000 visiteurs | 2015 | 131 000 visiteurs |
| 2001 | 131 000 visiteurs | 2016 | 153 508 visiteurs |
| 2007 | 165 000 visiteurs | 2017 | 159 360 visiteurs |
| 2008 | 139 500 visiteurs | 2018 | 142 800 visiteurs |
| 2009 | 145 000 visiteurs | 2019 |                   |
| 2010 | 142 000 visiteurs | 2020 |                   |
| 2011 | 161 000 visiteurs | 2021 |                   |
| 2012 | 150 000 visiteurs | 2022 |                   |
| 2013 | 140 000 visiteurs | 2023 | 165 000 visiteurs |
| 2014 | 165 000 visiteurs | 2024 |                   |

### Documentaire
- Un gorille dans la famille, film documentaire de 2007, réalisé par Quincy Russell et coproduit par Mona-Lisa Production, France 3, France 5, Animal Planet Europe et la Région Rhône-Alpes. Film sur la femelle gorille Digit et sur le couple Thivillon, propriétaire du parc, témoignage sur la cohabitation entre les deux espèces.